# 한신·아와지 대진재
한신·아와지 대진재(일본어: 阪神・淡路大震災)는 1995년 효고현 남부 지진으로 발생한 일본의 재해를 말한다.
1995년 1월 17일 오전 5시 46분(JST) 일본 효고현 아와지섬 북부(혹은 고베시 다루미구) 앞바다인 아카시 해협을 진앙으로, 깊이 14km 지점에서 일본 기상청 규모 Mj7.3의 대지진인 효고현 남부 지진이 일어났다.
긴키 광역 지역이 큰 피해를 입었다. 특히 진원과 가까웠던 고베시의 시가지인 히가시나다구, 나다구, 주오구(산노미야, 모토마치, 포트아일랜드), 효고구, 나가타구, 스마구의 피해가 막대해 근대 도시의 재해로 일본 내 뿐 아니라 전 세계에 큰 영향을 주었다. 사망자는 6,434명으로 제2차 세계 대전 이후 발생한 지진재해로는 2011년 발생한 동일본대진재에 이어 두 번째로 큰 규모이다. 태평양 전쟁 이후 일본 내에서 발생한 모든 자연재해를 따져도 동일본 대진재가 일어나기 전까지 사망자가 가장 많은 자연재해였다.
같은 해 7월 25일에는 극심재해에 대처하기 위한 특별재정원조 등에 관한 법률에 따라 격심재해(激甚災害)로 지정되었다.

## 지진 특징
지진으로 발생한 흔들림은 지진 이후 일본 기상청의 지진기동관측반을 통한 현지조사에서 한신칸(효고현 남부의 고베시, 아시야시, 니시노미야시, 다카라즈카시) 및 아와지섬 북부(쓰나정, 호쿠단정, 이치노미야정)에서 진도7의 격진이었음이 확인되었다. 고베해양기상대(현재의 고베지방기상대, 당시 고베시 주오구 나카야마테 소재) 및 스모토 측후소에서는 일본 기상청 진도 계급 기준 진도6을 관측하였고 지진기동관측반의 현지조사에서 효고현 남부 대부분 지역과 오사카부에서도 오사카시 니시요도가와구 쓰쿠다, 도요나카시 쇼나이, 이케다시 스미요시 등에서 진도6으로 판정된 지역이 있었다.
또한 동쪽으로는 현 후쿠시마현 이와키시 오나하마까지, 서쪽으로는 나가사키현 사세보시까지, 북쪽으로는 니가타현 니가타시까지, 남쪽으로는 가고시마현 가고시마시까지 넓은 지역이 진도1 이상의 인간이 느낄 수 있는 진동을 관측하였다. 태평양 전쟁 이후 일본에서 발생한 지진으로는 1946년 난카이 지진과 1948년 후쿠이 지진의 피해를 크게 웃돌아 당시 지진재해로는 전후 최대 규모의 피해가 발생하였다. 지진 피해의 특징으로 도시 바로 아래에서 일어난 직하형지진의 재해가 발생하였다. 일본에서의 도시형 지진재해로는 대도시를 직격한 1944년 도난카이 지진 이후 처음으로 발생하였다. 후쿠이 지진을 계기로 처음 만들어진 진도7이 처음으로 적용된 지진으로 일본 기상청의 지진기동관측반을 통한 현지조사인 '실지검분'으로 진도7이 처음으로 적용된 지진이 되었다. 하지만 현지조사 후에 진도7을 발표하면 대응이 늦어진다는 비판을 참고하여 지진이 발생한 지 이듬해인 1996년부터 진도7도 지진계를 통해 계산한 계측진도를 통해 속보 가능한 체제로 변경되었다. 본진 이후 발생한 2004년 니가타현 주에쓰 지진이나 2011년 도호쿠 지방 태평양 해역 지진(동일본대진재), 2016년 구마모토 지진, 2018년 홋카이도 이부리 동부 지진에서의 진도7은 전부 진도계를 통해 측정된 진도이다.
건축물에 큰 피해를 주는 것으로 알려진 주기 1~2초 사이의 "킬러 펄스"를 가진 지진동도 수치상으로 당대 최고치를 기록하여 10초 이상 킬링 펄스가 지속된 지역도 있었다. 고베해양기상대에서는 최대 지반 가속도가 818 gal, 최대 지반 속도 105 m/s, 최대 변위가 27 cm인 지진동이 덮친 것으로 분석된다. 이 수치는 1993년 쿠시로 해역 지진 당시 922 gal, 67 m/s, 최대 변위 93 cm, 미국의 1994년 노스리지 지진 당시 약 800 gal, 128 m/s와 비슷하다. 고베시 롯코 아일랜드의 지진계에서는 최대 상하 흔들림 507 gal이 기록되었다. 현재 일본에서 과거 최대 상하 지반 가속도는 2008년 이와테·미야기 내륙지진 당시 이와테현 이치노세키시에서 기록했던 4,022 gal이다.

### 기타
도로, 철도, 전기, 수도, 가스, 전화선 등의 기반 시설이 지진으로 토막토막 끊어져 광범위한 지역의 생활권이 완전히 파괴되었다. 이후 도시형 재해와 지진 대책을 언급할 때 "기반 시설"의 조기 복구, 활단층에 대한 고려, 건축공법 상의 문제점, 가설주택 및 이재민 안정 대책 등의 행정적인 대책이 주목받기 시작하였다.
이전부터 일본은 지진이 자주 발생하는 국가로 일본의 대형건축물이 대지진에 취약한 구조임을 인지하고 1981년에는 이른바 '신내진기준'이라고 하는 대폭 개정된 건축기준법이 재정되었다. 하지만 일본의 건축물들이 안전하다는 보도에 근거한 오해를 하는 시민들도 많았으며 또한 신내진기준 개정 직후인 1982년 이후에 건축된 빌딩, 아파트, 병원, 철도 역사 중에서도 광범위하게 붕괴되거나 무너진 경우가 많았다.

## 명칭
1월 17일 오전 10시, 일본 정부는 "효고현 남부 지진 비상재해대책본부"(兵庫県南部地震非常災害対策本部) 설치를 결정하였다. 같은 날 오전 11시에는 일본 기상청이 본진을 헤이세이 7년 (1995년) 효고현 남부 지진(平成7年（1995年）兵庫県南部地震, 영어 명칭 the 1995 Southern Hyogo Prefecture Earthquake)으로 명명하였다.
한편 본진으로 일어난 지진재해를 가리키는 단어는 신문사 등 각 언론매체마다 다르게 임의대로 붙여졌다. 마이니치 신문은 지진 발생 당일 오후 3시에 발행한 호외에서 한신대진재(阪神大震災)라는 용어를 사용했고, 1월 18일자 조간 신문 발행 이후부터는 동 신문사 내에서 널리 쓰였다. TV 방송에서는 요미우리 TV 방송이 지진 당일부터 일부 프로그램에서 한신대진재라는 단어를 사용하기 시작했고, 1월 24일 낮부터 방송국 내에서 통일해 쓰기 시작했다. MBS 텔레비전은 1월 18일 점심 무렵부터 한신대진재라는 단어로 통일하기 시작했다. 이후 타 언론사에서도 이같이 단어를 통일해 쓰기 시작했다. 간사이 TV 방송은 1월 19일부터, 요미우리 신문은 1월 22일자 조간부터, 아사히 신문과 산케이 신문은 1월 23일자 조간부터, 니혼케이자이 신문은 1월 23일자 석간부터, 아사히 방송 테레비는 1월 23일부터, NHK는 1월 23일 저녁부터, 고베 신문은 1월 24일자 조간부터, 교도 통신사는 1월 24일자 보도기사부터, 주간문춘은 2월 2일호부터 각각 '한신대진재'라는 단어를 사용하기 시작했다.
한편 슈칸겐다이는 2월 4일호부터, 선데이 마이니치는 2월 5일호부터, 주간 아사히는 2월 3일부터, 아사히 그래프는 2월 1일부터, AERA는 1월 30일호부터(2월 5일호 긴급증간, 2월 13일, 2월 25일, 3월 25일호 임시증간 등), 제군!은 3월, 4월호에서, 닛칸스포츠는 1월 18일부터 간사이 대진재(関西大震災)라는 용어를 사용하였다. 도쿄 신문은 1월 23일자 석간까지, 요미우리 위클리는 2월 5일호에서, 산케이 신문 긴급증간(산케이 신문, 주간Gallop, 산케이 스포츠 1월 27일호)에서는 고베대진재(神戸大震災)로, 슈칸신초는 2월 2일호에서 고베지진(神戸地震)이라는 용어를, 요미우리 텔레비전의 일부 프로그램에서는 간사이 대지진(関西大地震)이라는 용어를 사용하였다.
일본 언론매체에서 한신대진재라는 표기가 우위를 점하는 가운데 그 전까지 독자적인 명칭을 사용하던 언론 매체도 지진재해 명칭을 "한신 대진재"로 바꾸기 시작했다. 도쿄 신문은 1월 24일자 조간부터, 주간 아사히는 2월 5일 긴급증간호부터, 아사히 그래프는 2월 10일부터 "한신 대진재"란 표기를 사용하기 시작했다.
2월 14일, 일본 정부는 지진 재해 명칭을 한신·아와지 대진재로 부르기로 각의에서 구두결정하였다. 이는 정부가 고베시를 중심으로 한신 지역과 아와지섬 북부에서 큰 피해가 발생했으며 재해 규모가 큰데다 향후 복구에 통일된 명칭이 있어야 한다고 보았기 때문이라고 발표하였다. 그 이전부터 지진 발생 직후 호쿠단정 정장인 고쿠보 마사오는 지진재해 명칭을 한신·아와지 대진재로 불러야 한다고 주장했었다. 2월 24일에는 5년간의 시한입법안인 "한신·아와지 대진재 부흥의 기본방침 및 조직에 관한 법률"(1995년 제12호)가 제정, 당일부터 시행되었다.
오사카부에서는 도요나카시를 제외하면 효고현 급의 피해가 발생하지 않았지만 "阪"(한, 오사카의 '사카')이라는 단어가 들어간 것은 효고현 내의 지역 구분인 한신칸(고베시 나다구, 히가시나다구 및 효고현 아시야시, 아마가사키시, 니시노미야시 인근)에서의 피해가 매우 컸기 때문이다. 또한 오사카부 도요나카시에서도 남부를 중심으로 큰 피해가 발생해 사망자 9명이 발생하였다. 다만 위에서 언급한 '한신칸'에서는 고베시, 아카시시, 도요나카시가 제외되어 버리고, 오사카시나 고베시를 포함한 넓은 의미에서의 '한신'에서는 보통 오사카부 서부, 효고현 남부 순으로 지칭되기 때문에 명칭에 대한 이의도 적지 않다. 이 때문에 지진재해의 명칭을 남효고 대진재(南兵庫大震災)라고 지칭하는 서적들도 있다.
또한 지진 재해를 단순히 '한신대진재'로 지칭하는 언론사들이 있지만, 일부 이재민들은 이 호칭에 대해 이의를 가지기도 한다. 대도시, 대 공업지대, 관광 도시 중 하나인 고베, 한신 지구만 지진으로 괴멸적인 피해를 입은 것처럼 표현되었고 마찬가지로 큰 피해를 입었던 아와지섬 북부 및 한신 지구 주변 지역의 피해가 고려되지 않은 표기이기 때문이다. 마이니치신문에서는 실제로 아와지섬의 독자에게 '한신대진재'의 명칭에 "왜 아와지를 넣지 않느냐"라는 항의 편지가 들어오기도 하였다. 지진 당시 아와지섬에 있던 쓰나정(현 아와지시) 정장 가시와기 와사부로는 '한신대진재'라는 명칭에 대해 "어디서 일어난 지진인가 하고 남의 일 같다", "언론사에 엄중 항의하고 싶지만 바빠서 그럴 상황이 아니다"라고 발언하기도 하였다. 또한 NHK에서는 '한신대진재'라는 표기를 부를 때 가능한 한 "아와지섬이 진원인"이라는 말을 덧붙여 "아와지섬이 진원인 한신대진재"라고 부르도록 하는 원칙을 세웠다.

## 피해
| 도도부현   | 인명피해 | 인명피해 | 인명피해 | 주택피해 | 주택피해 |
| 도도부현   | 사망자   | 실종자   | 부상자   | 전괴     | 반괴     |
| ---------- | -------- | -------- | -------- | -------- | -------- |
| 효고현     | 6,402    | 3        | 40,092   | 104,004  | 136,952  |
| 오사카부   | 31       |          | 3,589    | 895      | 7,232    |
| 교토부     | 1        |          | 49       | 3        | 6        |
| 도쿠시마현 |          |          | 21       | 4        | 84       |
| 나라현     |          |          | 12       |          |          |
| 시가현     |          |          | 9        |          |          |
| 와카야마현 |          |          | 7        |          |          |
| 가가와현   |          |          | 7        |          |          |
| 기후현     |          |          | 2        |          |          |
| 미에현     |          |          | 1        |          |          |
| 고치현     |          |          | 1        |          |          |
| 돗토리현   |          |          | 1        |          |          |
| 오카야마현 |          |          | 1        |          |          |
| 합계       | 6,434    | 3        | 43,792   | 104,906  | 144,274  |

- 사망자
  - 효고현의 사망자 중 재해 관련 사망자(직접적인 사망 외 연관사망자)는 919명 (14.3%).[21] 2005년에는 사망자수의 오류가 드러나 수정되었다.[22]
  - 소사자수 403명(효고현의 집계), 558명(각 시의 합계. 고베시 528명 등)[23]
- 부상자
  - 중상자: 효고현 10,494명 (98.2%), 효고현 이외 189명 (1.8%)[24]
  - 경상자: 효고현 29,598명 (89.4%), 효고현 이외 3,511명 (10.6%)[24]
- 피난인원: 316,678명
- 주택피해: 파괴 104,906동, 반파 144,274동, 총 주택 붕괴 피해 249,180동, 일부 파손 390,506동[24]
- 화재피해 : 전소 7,036동, 일부 피해 7,574동, 이재 가구 8,969가구[24]
- 피해총액: 약 10조엔 규모
- 기타피해 : 도로 7,245개소, 교량 330개소, 하천 774개소, 절벽 붕괴 347개소[19]

간토대진재 당시에는 목조 주택 밀집 지역의 화재가 피해를 키워 대부분의 사망자가 소사였고, 일본의 자연 재해 중 가장 많은 사망자인 10만여명의 사망자가 발생하였다. 동일본 대진재 당시에는 사망자 대부분이 쓰나미에 의한 익사로 사망자가 15,000명이 넘었다. 이와 비교해 한신·아와지 대진재에서는 단층을 따른 지역에 피해가 집중되어 피해 지역의 영역은 좁았지만 겨울철 이른 아침에 지진이 일어나 자택에서 자고 있던 사람이 많았기 때문에 사망자의 대부분이 압사로 6,000명이 넘는 사망자가 발생하였다. 큰 피해가 일어난 지진이지만 몇 가지 아래의 이유로 피해가 줄어든 요인이 있었다.
- 지진 발생 시각이 이른 아침이라 산요 신칸센의 신오사카역발 하행 첫 열차가 6시에 출발하는 등 대중교통과 도로의 이용률이 매우 적었으며,[28] 외출자도 적어 시가지와 자택 밖에서의 피해가 매우 적었다. 이 덕분에 대부분의 시민이 자택 내에서 피해를 입어 귀가곤란자 발생 수가 적어졌고, 안부 확인도 비교적 수월하게 이루어졌다.
- 기온이 1년 중 제일 낮은 시기인 1월 초였지만 낮 최고기온은 10도 안팎을 기록하는 기후와 지리 조건이라 고온으로 발생하는 열사병, 또는 저온으로 발생하는 동상 환자가 적어 붕괴된 가옥에 갇힌 이재민을 쇠약하게 만드는 발병 요인이 적었다. 또한 대부분의 이재민이 취침 중 발생한 피해라 본진 당시 이불이나 담요로 몸을 덮어 낙하물로부터의 피해를 보호하였고, 체온도 유지할 수 있었다.
- 지진 발생 시 바람이 잠잠했고 발생 시각이 이른 아침이라 불 사용이 적어 연소가 최소화되었다.

또한 효고현 니시노미야시 니가와에서는 주택가와 맞닿은 경사면에서 대규모 산사태가 일어나 34명이 사망하는 피해도 일어났다.

### 외국인 사망자
지진으로 일본인 외에도 외국인도 많이 사망했다. 특히 긴키 지방에만 35만명이 넘게 사는 한국인 재일교포의 경우 지진 첫날에만 해도 32명의 사망을 확인했다. 지진 이틀 후인 1월 19일에는 공식 사망자가 34명으로 늘어났으며, 추정 사망자는 5-600명으로도 늘어났다. 20일 집계에서는 79명 사망으로 증가했다. 재일본대한민국민단은 2월 26일 최종적으로 재일동포 130명이 사망했다고 집계하고 합동영결식을 열었다.

### 피해자의 사인
NHK의 사체검안서 분석에 따르면 지진 당일에 사망한 5,036명 중 76%인 3,842명은 지진 발생 1시간 이내에 사망했으며, 이 중 90%가 압박사(압사, 질식사 등)였다. 사망자의 대부분이 목조 가옥의 붕괴로 가옥에 깔려 압사한 사람들이었다. 특히 1층에서 취침 중 지진으로 가옥이 무너져 즉사한 사람이 많았다. 2층 목조주택의 경우 (지붕 기와와 2층 무게로) 1층 기둥이 부러저 찌그러진 경우가 많았지만, 건물이 무너저도 2층의 경우 생존 공간이 남아 생존자들이 있었다. 자세하게는 1시간 이내 압박사한 사람 중 압사한 경우는 8%고 절대다수인 92%가 흉부 압박으로 발생한 외상성 질식사였다.
지진의 전체 사망자 중 90%가 압사로 추정된다. 또한 사망에 이르기까지의 시간도 짧았다. 사체를 검안한 검안의들의 정리에서는 고베시에서 사망한 2,456명의 사망자 중에서 건물 붕괴 후 15분 내로 사망한 사람이 2,221명으로 92%에 달해 압사, 질식사로 '즉사'한 사람이 대부분을 차지하였다. 선데이 마이니치의 조사에서는 분석 대상 247명 중 47명이 건물에 깔렸으며, 2명이 가구에 깔려 사망한 것으로 조사되었다.
지진 사망자 중 100여명은 지진 피해가 전혀 없는 건물 안에서 사망했는데, 건물이 무너지지 않았더라도 지진으로 흔들린 가구에 깔려 질식사하거나 머리를 다쳐 즉사한 경우도 많았다. 지진 당일 이송된 부상자 754명을 대상으로 한 조사에서도 이 중 49%인 372명이 가구에 맞아 발생한 부상이었다.
사망자 중 20대가 30대보다 200명 가까이 많은 등 연령대가 올라갈수록 사망자수도 증가하였던 동일본 대진재와 다른 양상을 보였다. 지진 당일 질식사한 사망자 2,166명을 연령순으로 나눠보면 60대가 393명, 70대가 392명, 50대가 314명인데 20대도 160명으로 40대 사망자와 비슷했다. 사망자 중 20대가 가장 많은 이유로는 대학가인 고베시 나다구에서 고령자와 같이 집세가 싼 문화주택 등 목조 아파트에서 같이 거주했던 학생이 무너진 아파트에 깔려 숨진 사례가 많기 때문인 것으로 추정된다. 31개 대학에서 총 111명이 사망했으며 특히 고베 대학에서는 학생 39명, 교직원 2명이 사망하는 등 대학 중에서는 가장 많은 사망자가 발생했다.

### 건축물 피해

#### 창고, 병원, 빌딩, 멘션
건축물 붕괴 피해의 절대다수는 고베시 동부의 오래된 주택가가 밀집된 히가시나다구로 가장 큰 흔들림인 진도7이 많이 관측된 지역이기도 했으며 완전히 붕괴된 건물은 13,687채, 반파된 건물로 5,538채가 되었다.
초고층 건축물은 대부분 피해 없이 무사했다. 또한 1978년 미야기현 해역 지진의 피해를 토대로 1981년 개정된 건축기준법에 따라 건축된 건물의 피해도 적었다. 하지만 항구 도시인 고베로 상징되는 수많은 벽돌조와 콘크리트 구조의 낡은 창고와 물류 시설 외에도 낡은 빌딩이나 1층이 주차장으로 되어 있는 빌딩 멘션 등 이른바 필로티 구조 건축물의 피해가 많았다. 하지만 건축물 피해에 비해 사망자가 적었으며 일부 철근 콘크리트 구조 아파트는 화재가 발생했으나 옆 건축물로 옮겨 붙는 일이 없었다.
하지만 오래된 건축물의 경우 다층 건물에서는 누진붕괴 현상이, 저층 빌딩에서는 1층 붕괴 현상이 발생하거나 그 전까지 일본에서 볼 수 없었던 건물이 기반 구조에서 떨어져 나가 옆으로 누워서 무너져버리는 현상이 발생하였다. 기울어진 상태에 있던 가시와이 빌딩은 다음날 아침의 여진으로 옆 대로변으로 완전히 누워버렸다. 그 외에도 고베시 효고구의 미츠비시 은행 효고 지점(1968년 완공, 철근 6층), 호고현 약사회관(1967년 완공), 다이이치 간교 은행 고베 지점(1926년 완공, 2층 건물)이 붕괴하였다.

##### 병원
효고현 내 342개 종합 병원 중 완전 붕괴되거나 화재로 소실된 병원이 총 13곳 있었다. 소규모 진료소까지 합칠 경우 총 2,926개 병의원 중 완전 붕괴 239곳, 반파 270곳, 화재 피해 13건, 인프라 손실로 인한 의료 업무 중단이 973곳으로 대략 절반 이상의 병원이 의료 업무를 보지 못했다. 중상자를 제외한 공식적인 부상자수도 35,000명이다. 고베시내의 재해중점의료기관 3곳 중 고베시 중앙병원 서부지병원 본관이 완전히 붕괴되고 중앙시민병원은 고립되어 의료 기능을 정지했다. 현립 니시노미야 병원에서 438명을, 메이와병원에서 658명을, 사사오병원에서 1,029명을, 니시노미야 와타나베 병원에서 1,200명의 부상자를 받는 등 다른 병원도 부상자로 넘쳐났다. 반대로 니시노미야시 무코가와정의 효고의과대학병원에서는 구명구급센터 직원 22명을 포함한 274명의 의사가 대기하였으나 환자는 평일의 8%인 200명만이 왔다.
나가타구 고베 시립 니시시민병원은 본관의 5층이 파괴되어 입원중인 환자 44명과 간호사 3명이 갇혔으나 생존 공간이 남아 즉사하지는 않았으나 나중에 1명이 사망하였다. 기타 건물 파괴 피해를 입지 않은 병원에서 더 많은 수의 부상자를 이송할 수 있도록 배치하고 병원은 경상자는 당일 내로 조기 퇴원하거나 다른 여유가 있는 병원에 이송하는 등으로 병상을 최대한 확보하였다. 이럼에도 불구하고 병상이 매우 부족해 로비와 대합실에 소파와 이불을 깔아 병실을 마련하는 등 긴급조치를 취한 병원도 있었다. 또한 치료하는 의사 수도 환자 수에 비해 매우 적어 환자가 치료를 기다리던 도중 사망하던 예도 있었다.

##### 빌딩
고베시의 다케나카 공무점 건설부의 통계에서는 고베 국제회관 7층, 고베시청 제2청사 6층, 고베 신문회관, 고베 한큐 빌딩이 붕괴되었고 총 2,500동의 빌딩 중 붕괴 17곳, 대파 25건, 해체 56건, 보수 필요 217건으로 조사되었다. 다이세이 건설이 시공한 메이지 야스다 생명보험 빌딩도 지진으로 2.5 m나 움직였다.
고베 신문은 본사를 니시구의 신문 제작 센터(인쇄소)로 임시이전하고 동시에 편집 업무를 다이아닛세이 빌딩(하버랜드)로 이전해 1996년 7월 고베 정보문화빌딩으로 이전한다. 다만 본사 이전은 지진 이전부터 결정되었던 사항으로 지진 발생 당시 신 사옥도 건설중이었다.
당시 고베시 스마구에 있던 라디오 간사이 본사 빌딩도 큰 피해를 입어 부지 내에 있던 가설 스튜디오로 이전한 후 1996년 6월 하버랜드의 신 사옥으로 이전하였다.

##### 아파트와 맨션
효고현 아시야시 와카바정과 다카하마정에 있는 해안가의 고급 아파트 주택단지인 "아시야하마 시사이드 타운"에서는 두께 5 cm, 길이 50 cm 정도의 두꺼운 사각형 골조가 3 cm 길이로 전체적으로 찢겨나가 전체 52동 중 25개 동 72개 곳이 골조가 끊어져버렸다. 이는 예상된 피해였지만 중량철골조 건물의 취성 파괴 현상은 일본에서 당시 최초로 발견된 현상이었다. 당시 맨션의 철골이 노출된 상태라 0도에 가까운 당시 기온과 사용한 철골의 저온에서의 특성, 매립지 지역에서 증폭된 진동의 고층 빌딩 고유 주기 등 다양한 요인으로 철골의 탄성 한계를 넘은 것으로 추정된다.

#### 기와 지붕, 목조, 전통 가옥의 위험성

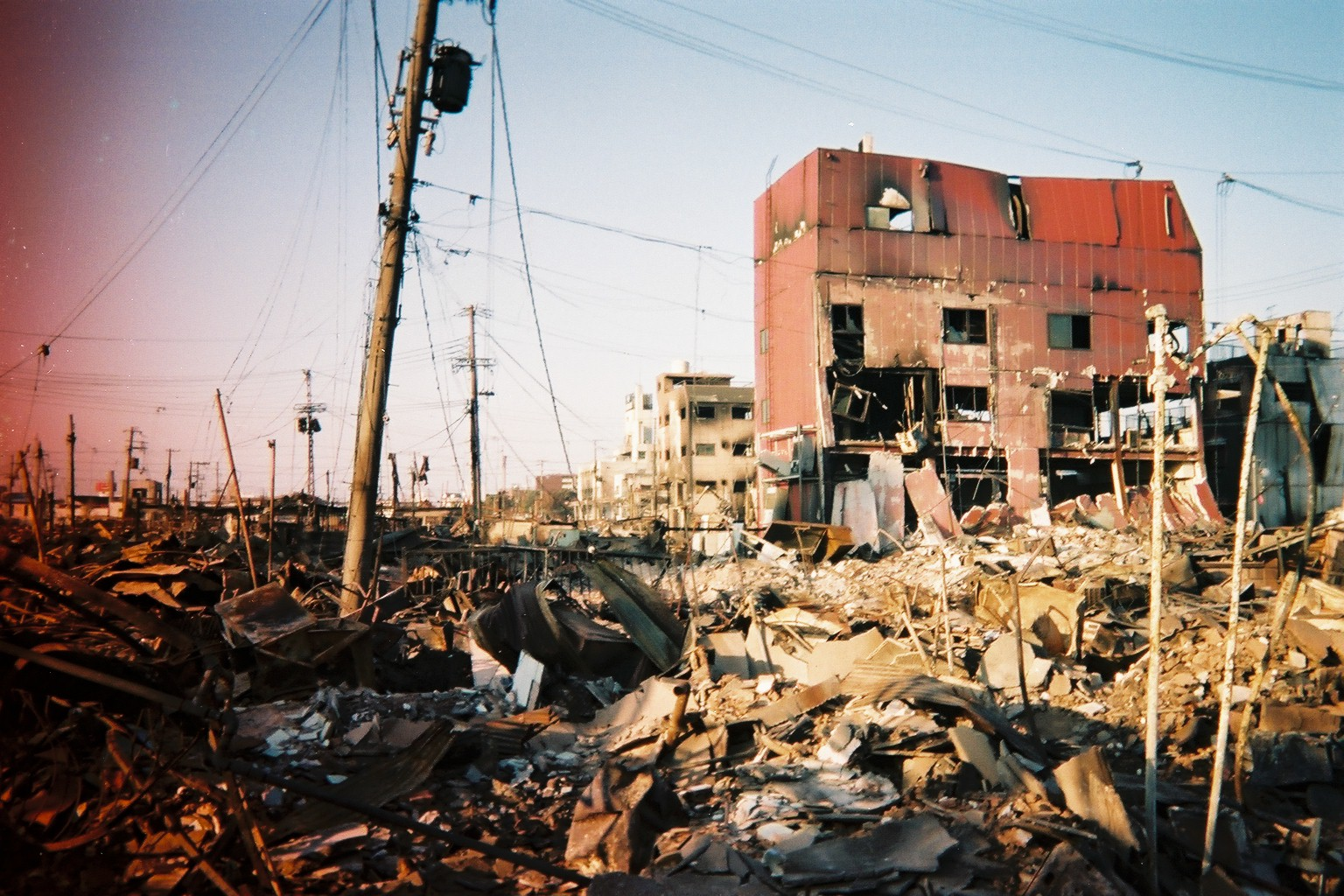
목조 주택이 많았던 고베시 효고구와 나가타구의 피해가 매우 컸으며, 화재도 많이 발생하였다. 사진은 나가타구의 시가지가 화재로 전소된 모습.

일본의 전통 기와를 사용해 기초를 돌 위에 기둥을 얹기만 하고 대각재가 적은 오래된 목조 주택에서 사망자가 많이 발생해 지진 이후 고베 지역에서 지붕으로 기와를 쓴 목조 주택이 사라졌다. 일본의 전통 건축 양식을 따른 목조축조구법으로 지어진 주택에 피해가 집중되었으며 새롭게 건설된 주택 중에서도 대각재가 부족한 주택은 큰 피해를 입었다. 사카모토 이시오의 "목조주택을 재검토하다"라는 저서에서는 "사망자 중 5,000명 가까이가 축조구법으로 지어진 주택에 깔려 사망했다"라고 서술하고 있다. 그는 여기서 중요한 점이 "구조적으로 문제가 있는 건축법으로 지어진 기와 지붕이 많았다"이지만 대부분의 사람들이 "기와가 무거워서 문제였다"라고 오해한다고 밝혔다.
낡은 목조주택은 시간이 지나면서 건조해지고 화재를 막는 내염재를 사용하지 않아 화재 피해도 많았다. 고베 지역의 목조 주택이 지진보다는 태풍에 대비한 목조주택을 중심으로 건설하다보니 기와 부분이 무거워 진동에 약했고 기와의 고정 방법도 지붕 위에 흙을 덮고 그 위에 그냥 기와를 덮는 방법으로 만들었다는 것이 원인이었다. 그럼에도 불구하고 대각재가 많은 목조주택은 내진성이 강했다. 또한 같은 목조주택 중에서도 서양식 조립식 건축이나 목조 틀막 건축(프레임 건축법)으로 건설한 주택은 내진성이 높았다.

#### 생존 공간
일본 전통 공법으로 지어진 목조축조기법으로 건설한 주택에서 많은 사망자가 발생한 것은 찌그러진 건물에 깔려 생존 공간 없이 사망했기 때문이다. 분해되기 쉬운 구조라 지진이 일어나자 기와 지붕, 지붕토, 흙벽, 바닥, 기둥이 산산조각 나 낙하해 깔려 신체가 찌그러진 경우가 많았다. 흔들림이 작았던 경우에는 흙벽이 건물을 지켰지만 흔들림이 클 경우 흙벽도 파괴되어 떨어져 나가 흉기가 되는 경우가 많았다.
철근 콘크리트 구조 건물의 경우 견고한 일체형 구조로 크게 파손되더라도 기둥, 지붕, 바닥은 산산조각 나지 않았다. 기둥이 파괴되어도 천장만 주저앉을 뿐 바닥이나 지붕이 무너지지 않아 즉사하는 일이 적었다. 여기에 일반적인 아파트의 경우 벽이 많았고 벽이 기둥 역할을 하는 내력벽이기 때문에 구조적으로 바로 무너지지 않았다. 아파트가 크게 파괴된 경우 문이 열리지 않고 큰 금이 가는 등 거주할 수는 없지만 건물에 깔려 다치거나 즉사하는 경우가 적었다. 예외적으로 저층에 회사나 슈퍼마켓 등 창문이 크고 기둥이 적으며 벽이 적은 구조의 공간이 있는 아파트의 경우 1층 기둥이 파괴되 천장이 매우 주저앉은 경우가 많았다.

#### 건축기준법 개정 이전 주택
내진 기준을 고려해 일본 건축기준법이 개정된 1981년 이후 1982년부터 건축된 주택의 피해는 매우 적었다. 지진 당시 붕괴된 가옥의 98%가 개정 이전 건축기준법에 따라 지어진 건물이었다. 즉 붕괴되어 사망자가 발생한 주택 대부분이 1982년 이전에 건축된 주택으로 내진성이 더 약했다. 결과적으로 건축기준법 개정안이 효과가 있었다. 이후에도 건축기준법은 1996년, 2000년, 2006년에 개정되었다.
구 기준법에 따른 합법 주택의 위험성에는 낡은 주택의 경우 내진성이 낮고 붕괴 위험이 높았어도 위법하지 않았다. 건축기준법 위법 여부는 신축 당시 건축기준법을 따라 판단했기 때문에 신축 당시 건축기준법을 준수했던 건물은 이후 노후화되어 위험해져도 위법하지 않았다. 이를 "기존부적격" 건물이라고 부른다. 예를 들어 건축기준법이 없던 에도 시대 당시 건물은 매우 위험해도 합법이었다. 3층 주택에서 피해가 거의 없었던 것은 1988년 건축기준법이 개정될 때까지는 준방화지역에서 목조 3층주택의 건축이 금지되어 있어 내진성이 없는 합법적인 목조 3층주택이 없었기 때문이었다.
일본 내에서 내진성이 부족한 기존부적격 주택은 일본 국토교통성 추산 기준 2008년에는 일본 전체 주택의 23%인 1,050만 호 이상에 달한다.

### 교통
도로 교통은 지진으로 당시 주고쿠 자동차도, 국도 제43호선과 국도 제2호선이 도로 복구를 위한 차량 통제로 극심한 정체 현상을 빚었다. 특히 고가도로가 붕괴된 한신 고속도로 제3호선 고베선(제2 신메이 도로와 히메지 바이패스랑 직결되어 오사카-히메지를 잇는 도로로 사용)은 오랫동안 도로가 통제되었다. 이 때문에 철도 피해와 맞물려 간사이 지방을 통과하기만 하는 도로 교통에도 심각한 영향을 미쳐 복구 기간동안 국도 제9호선, 제 372호선(두 국도는 교토-히메지 구간 우회 가능), 제27호선 같은 일반도로에 장거리 운행 트럭이나 버스가 몰렸다. 당시에는 피해 구간을 일반 국도 없이 우회할 수 있는 경로가 하나도 없어 게이한신을 통하지 않는 우회도로의 빈약함이 부각되었다.
철도 교통은 효고현을 지나는 서일본 여객철도(JR 서일본), 한큐 전철, 한신 전기 철도, 산요 전기 철도 등의 노선이 지진으로 큰 피해를 입었다. 고가홈 구조의 역사에서 지진 발생 당시 전차가 있던 한큐 이타미선 이타미역과 도카이도 본선(JR 고베선) 롯코미치역이나 한신 전기 철도 이시야가와 차고가 붕괴한 영상은 한신 고속도로가 붕괴된 영상과 함께 지진을 상징하는 사진이 되었다.
지하에 있는 고베 고속선 다이카이역이 붕괴하여 바로 위에 있던 국도 제28호선 구간도 땅으로 가라앉았다. 사고 직후 도로 교통 관제가 제대로 이뤄지지 않아 국도 제43호선, 2호선, 야마테 간선 등 고베 방면으로 향하는 주요 간선도로에서 대규모 정체가 발생했다. 지진 발생 직후 JR, 사철 등 각 회사가 서로 제휴하여 버스나 타 회사 철도선으로 이루어진 대체수송은 파괴 구간이 복구되며 점차 차례차례 중단되었다. 4월 넘어서 모든 대체수송을 끝낸 JR은 신년도의 정기권 발매에서도 우위를 점해 이용자 점유율이 JR로 옮겨가는 모양으로 변했다.
고베 경제의 큰 수익원이었던 고베항도 지진으로 부두 시설이 파괴되어 정박이 불가능해졌다. 또한 고베시 주오구 포트아일랜드와 히가시나다구의 롯코 아일랜드, 아시야시 아시야하마, 아마가사키시 쓰키 지구 등 매립지를 중심으로 지면이 연약해지는 액상화현상이 발생했다. 이 때문에 해로 지원도 어려워졌다.
당시 건설중이었던 아카시 해협 대교는 직접적인 지진 피해는 없었지만 전체 길이가 1 m 늘어났다. 대교의 아와지산 위에 프랑스 혁명 200주년 기념사업으로 일본-프랑스 우호 기념건축물이 건축될 예정이었고 1995년 1월 12일 프랑스 관계자 200여명이 참석한 가운데 매입식을 시작했으나 5일 후 지진이 발생하여 공사가 중지되었다. 무기한 중단되었던 공사는 2015년 11월 발족 당시 인원이 사망하였고 건설 재개 분위기 조성이 어려워 일본-프랑스 우호 모뉴먼트 일본 위원회가 사업 중단을 발표하고 위원회가 해산되었다. 결국 일본-프랑스 우호 프로젝트는 완전히 중단되었다.

#### 도로

##### 한신 고속도로
한신 고속도로 제3호 고베선의 고가도로 붕괴는 지진의 막대한 피해를 상징하는 사진으로 찍혀 전 세계 신문이 실리게 되었다. 이와 관련된 피해를 입은 구조물의 실물과 자료는 1999년부터 한신고속이 고베시 히가시나다구에 있는 진재자료보관고에 전시되어 있으며 사전 예약을 통해 관람이 가능하다.
"무너진 고속도로가 붕괴되기 직전에 파도가 치고 있었다"라는 목격담이 보도되기도 하였다. 교각과 도로면의 접합 부분이 지진으로 파괴된 것도 확인되었다. 이 때문에 교각이 기둥 위에 얹여진 널빤지와 같은 상태가 되어 내진성이 사실상 없는 것에 가까워졌다. 붕괴된 고속도로와 간신히 떨어지지 않고 버틴 고속버스 사진이 일어난 현장의 경우에도 교각이 완전이 끊어져 붕괴한 것으로 추정된다.

##### 주고쿠 자동차도
주고쿠 자동차도는 스이타 분기점에서 니시노미야키타 나들목 사이 구간이 파괴되었다. 이 때문에 긴키 지방에서 게이한신을 경유하지 않고 미에현 가메야마시(도카이도 연선)이나 시가현 마이바라시(나카센도 연선) 주변에서 효고현 히메지시(산요도 연선)까지 가러면 기타킨키의 후쿠이현 쓰루가시(호쿠리쿠 지방 남부)나 효고현 와다야마정(현 아사고시)까지 가야 통과할 수 있었다. 이후에도 기타킨키의 우회로를 가지고 의견이 분분한 일본의 도주제 논의에 대해 "지역적 교통 문제를 해결하기 위해 교통 일체형의 도주제로 가야 한다"라는 주장도 존재한다.

##### 교통 통제
지진이 일어난 당일, 교통 통제가 제대로 이뤄지지 않아 대규모 정체가 발생했다. 당시 촬영한 항공 사진을 살펴보면 도로 위 대부분의 차량이 일반 승용차였다. 고베 대학의 "고베 대지진 당시 차량 이용자 의식 설문조사" 자료에 따르면, 지진 직후 차량을 이용한 사람을 대상으로 조사한 결과 '안부 확인'이 20%로 가장 많았고, '출근'도 16%, '상황 파악'이 8%로 긴급 이용 대신 일반 이용의 경우가 압도적이었다. 설문 조사를 진행한 고베 대학의 오다니 미치야스 교수는 "지진 직후 피해 지역 내에서 피해를 확인하기 어렵고 통신도 차단되어 불안에 사로잡혀 가족이나, 친척, 친구의 안부 확인을 위해 대규모로 자가용을 이용했다."고 분석했다. 이 때문에 정밀한 대규모 교통 통제가 이루어져야 한다는 주장이 대두되었다.
지진 발생 직후 피해 지역의 대규모 교통 통제가 이루어졌다. 초기에는 각 경찰서에서 통행허가증을 발급했지만 위조된 허가증이 나돌아 교통 체증이 해소되지 않아 이후 복사가 불가능한 새로운 허가증인 "부흥표장"과 "제외표장"을 발급해 허가증 발급을 엄격하게 통제하였다. 교통 통제는 한신 고속도로 제3호선의 복구와 맞물러 서서히 완화되어 1996년 8월 모두 해제되었다. 당시 교통 통제가 이루어졌던 도로 구간은 다음과 같다.
- 복구물자 수송 경로: 국도 제43호선 일부 구간, 메이신 고속도로 일부 구간, 한신 고속도로 5호 만안선 일부 구간(부흥표장, 제외표장 게시 차량, 버스, 택시, 긴급 차량 이외 통행 금지. 규제 시간은 일요일 및 공휴일을 제외한 6시부터 17시까지)
- 생활, 복구물자 관련 수송 경로: 국도 제2호선 일부 구간, 한신 고속도로 7호 기타고베선, 한신 고속도로 32호 신고베 터널 제2 신메이선(부흥표장, 제외표장 게시 차량, 버스, 화물차, 이륜차, 긴급 차량 이외 통행 금지. 규제 시간은 도로에 따라 다름)

#### JR
서일본 여객철도(JR 서일본)도 각 사 사철과 같이 지진으로 큰 피해를 입었지만 철도 중에서는 제일 먼저 복구되어 피해 노선 중에서는 최초로 전 노선의 운행이 재개되었다. JR 노선이 가장 빠르게 복구된 것은 여러 요인이 꼽히나 자본력 동원의 차이와 전국 지사에서의 지원 등이 그 이유로 꼽히고 있다.

##### JR 고베선
지진으로 니시노미야역-스마역 사이에서 화물열차를 포함한 열차 8대가 탈선했으며 다카토리 공장에서도 39량의 열차가 탈선하여 전복되었다. 역 관계 시설에서는 롯코미치역을 중심으로 고가철도와 기둥에 큰 피해를 입었으며 신나가타역에서는 성토가 붕괴되어 역사가 땅 밑으로 꺼졌다. 또한 다카토리 공장은 건물이 붕괴되고 검수고와 검수 설비에 피해를 입었으며 흙막이를 하는 옹벽이 붕괴되는 피해를 입었다.
지진 발생 직후 전 노선의 운행을 중지했지만 지진 발생 당일 운행 재개가 불가능해 그 다음날인 18일 오사카역-아마가사키역(- 후쿠치야마선 쓰카구치역)의 단선 구간과 니시아카시역-히메지역 구간 운행을 재개하였다. 운행 재개는 회차가 가능한 역을 활용해 공사하는 식으로 넓혔는데, 회차가 불가능한 스마역과 스미요시역에서는 새롭게 임시 선로를 깔고 나다역에서는 전 역인 히가시나다 신호장의 구내 배선을 변경하여 인상선으로 만들어 회차를 가능하게 전환하였다.
니시아카시 방면으로는 홈이 있는 상하행 전차선 우선 복구를 시작했지만 나다역-효고역 구간은 방향별로 선로가 서로 달라 우선 바다 쪽 2개 선(하행 전차선, 열차선) 우선 복구를 시작하였다. 신나가타역 지역은 피해가 매우 커 하행선과 와다미사키선의 간이 운전선을 활용해 복선화하였다. 당시 간이 운전선은 비전철화 구간이었기 때문에 급히 전철화하였다. 이어 신나가타역은 역사가 완전히 파괴되어 1월 30일 고베역-스마역 사이 구간이 재개될때도 무정차 통과했으며 3월 10일 가역사가 건설되고 나서 정차를 시작했다.
열차 시간표에서는 오사카 방면에서 고시엔구치역까지 복구시에는 신쾌속(오사카역 서쪽은 각역정차)과 보통열차만 운행하여 교토 방면에서 쾌속은 오사카역에서 회송하였다. 오사카 방면 신쾌속은 아시야역이 복구되자 운행을 재개했지만 히메지 방면으로는 3월 12일이 넘어서야 신쾌속 운행이 재개되었다.
지진 복구 작업이 이루어지면서 폐쇄 구간도 점차 줄어들었지만 폐쇄 구간 너머 동서 양쪽에 있던 구간은 당시 가지고 있었던 차량으로만 운행해야 했고 특히 폐쇄 구간 동쪽의 열차가 모자랐다. 이 때문에 반탄선 우회 구간으로 차량을 회송했는데 반탄선은 당시 비전철화 구간이었기 때문에 팬터그래프 등의 열차 부속부품을 아보시 전차구(현재 아보시 종합차량소)에서 철거한 후 디젤 기관차가 견인하여 후쿠치야마 운전소(현재 후쿠치야마 전차구)까지 회송한 후 이 운전소에서 떼어냈던 부품을 다시 붙여 자력으로 미야하라 전차구(현 미야하라 종합 운전소)로 회송하였다.

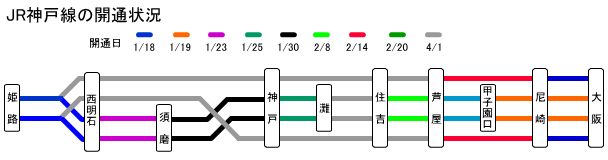
JR 고베선의 복구 연표를 그린 지도.

롯코미치역을 포함한 스미요시역-나다역 구간은 고가도로 다리 붕괴로 가장 큰 피해를 입어 마지막까지 폐쇄 구간으로 남아 있었으나 74일만인 4월 1일 전 구간 복구가 완료되었다. 지진 후 처음으로 복구된 한신칸의 철도가 되어 이날 발표된 열차 운행계획 개정에서 신쾌속선이 증편되었다. 복구 구간이 연장될 때마다 재개통 직후부터 안정 운행 가능 시기까지의 임시 시간표와 이후 정식 시간표가 도입된 후 다음 복구 구간이 이어질 때까지의 잠정 시간표 2종류가 만들어져 지진 발생 직후부터 전 노선 복구 기간까지 철도 시간표가 총 18회 개정되었다.
아래는 노선 복구 연표이다.
- 1월 18일: 오사카역-쓰카구치역, 니시아카시역-히메지역 구간 개통. 오사카역-쓰카구치역 구간은 상하행 외측선 단선 보통열차만 운행하고 JR 후쿠치야마선 쓰카구치역에서 회송.
- 1월 19일: 오사카역-고시엔구치역 상하행 내측선 복구. 보통열차만 운행.
- 1월 23일: 스마역-니시아카시역 구간 복구.[70] 상하행 전차선을 사용해 쾌속, 보통열차 운행.
- 1월 25일: 고시엔구치역-아시야역 구간 상하행 내측선 복구.[70] 보통열차는 아시야역에서, 신쾌속(오사카역-고시엔구치역간 보통열차로 운행)은 고시엔구치역에서 회송.
- 1월 30일: 고베역-스마역 구간 복구.[70] 효고역-스마역 구간은 상하행 열차선으로 운행하는 신나가타역-다카토리역 구간을 제외하고 상하행 안쪽 구간과 전차선에서 운행. 신나가타역은 통과.
- 2월 8일: 아시야역-스미요시역 구간 상하행 내측선 복구.[70] 보통열차는 스미요시역까지, 신쾌속은 아시야역까지 운행.
- 2월 14일: 아마가사키역-아시야역 간 상하행 외측선 복구. 보통열차 및 신쾌속은 스미요시역까지, 쾌속은 아시야역까지 운행.
- 2월 20일: 나다역-고베역 구간 하행 내, 외측선 복구.[70] 고베시 중심부까지 노선을 연장하여 복구한 최초의 노선이 되었다.
- 3월 10일: 효고역-다카토리역 구간 전차선을 복구하여 신나가타역 영업을 재개.
- 3월 26일: 나다역-고베역 구간 상행 내측선을 복구하여 상행 열차는 상행 내측선으로 운행 시작.
- 3월 27일: 나다역-고베역 구간 하행 열차가 하행 내측선으로 운행 시작.
- 4월 1일: 마지막까지 복구 작업을 하던 스미요시역-나다역 구간이 복구되어 전 노선 복구 완료.

##### 후쿠치야마선
JR 고베선이 지진으로 토막토막 끊어지자 우회 경로로 가장 중요한 곳으로 꼽힌 후쿠치야마선이 JR의 최우선 복구 노선으로 선정되었다. 지진 당시 후쿠치야마선은 가와니시이케다역-나카야마데라역 구간 피해가 컸고 지진 발생 당일인 1월 17일에는 히로노역-후쿠치야마역 구간이 재개통되어 이후 차례대로 복구 공사를 진행하였다.
수송력 확보를 위해 재개통 직후부터 임시 열차를 운행하여 5시 30분부터 21시까지 1시간당 1대에서 2대 꼴로 임시열차를 최대 42대 운행하였으며 특급 "기타킨키"도 증편하였다. 오사카역에서부터 출발하는 특급열차는 도카이도 신칸센과의 접속 때문에 3왕복은 신오사카역 발착으로 운전하고 이밖에도 기타킨키 15호 열차는 후쿠치야마역에서 와다야마역까지 연장 운행해 반탄선과 접속했다. 또한 JR 고베선이 전 노선 복구된 4월 1일 이후에도 4월 17일까지 신오사카역 연장운전을 2왕복하여 와다야마역까지 연장 운정하였다.
JR 고베선에서 운행되던 화물 열차의 우회 운행도 시작되었다. 하지만 후쿠치야마선이나 산안 본선의 와다야마역-고야마역 구간은 화물 열차를 운행하지 않았기 때문에 무거운 화물 열차를 매일 운전하는 데 문제가 있어 승무원 양성 및 설비 일부 개량 문제가 있었지만 후쿠치야마선, 산인 본선, 하쿠비선을 경유하는 우회 운행을 2월 11일부터 시작하였다. 화물 열차가 운행되지 않던 구간의 우회 운행 임무는 JR 서일본이 담당했다. 또한 운행 계획 일정에 맞춘 신 차량의 갑종회송도 3월 14일부터 8편, 특대 화물 2편을 우회 운행하였다.
아래는 노선 복구 연표이다.
- 1월 17일: 히로노역-후쿠치야마역 구간 재개통.
- 1월 18일: (도카이도 본선 오사카역-)아마가사키역-쓰카구치역 구간 복구.
- 1월 19일: 다카라즈카역-히로노역 구간 복구.
- 1월 21일: 쓰카구치역-다카라즈카역 구간이 복구되어 전 노선이 복구가 완료되었다.[73] 고베 시내에서는 호쿠신 급행 전철과 고베 전철을 이용항 우회 철도 노선이 완성되었다. 임시 열차가 10왕복으로 운행을 시작했다.
- 1월 22일: 임시 열차를 14왕복으로 증편했다.
- 1월 23일: 히메지역-신오사카역 구간(반다이선, 후쿠치야마선 경유) 직통 쾌속 1왕복 운전이 시작되었다.
- 1월 24일: 임시 열차를 19왕복으로 증편했다. 증편한 열차 중 쾌속 4편은 니시노미야나지오역까지 정차했다.
- 2월 11일: 도쿄 화물 터미널역-후쿠오카 화물 터미널역 구간 화물 열차의 우회 운전이 시작되었다.(컨테이너 열차 10량)[74]
- 3월 20일: 도쿄 화물 터미널역-후쿠오카 화물 터미널역 구간 우회 화물열차가 2왕복으로 증편되었다.(컨테이너 열차 8량 열차로 증편)[74]

##### 기타 피해 및 복구

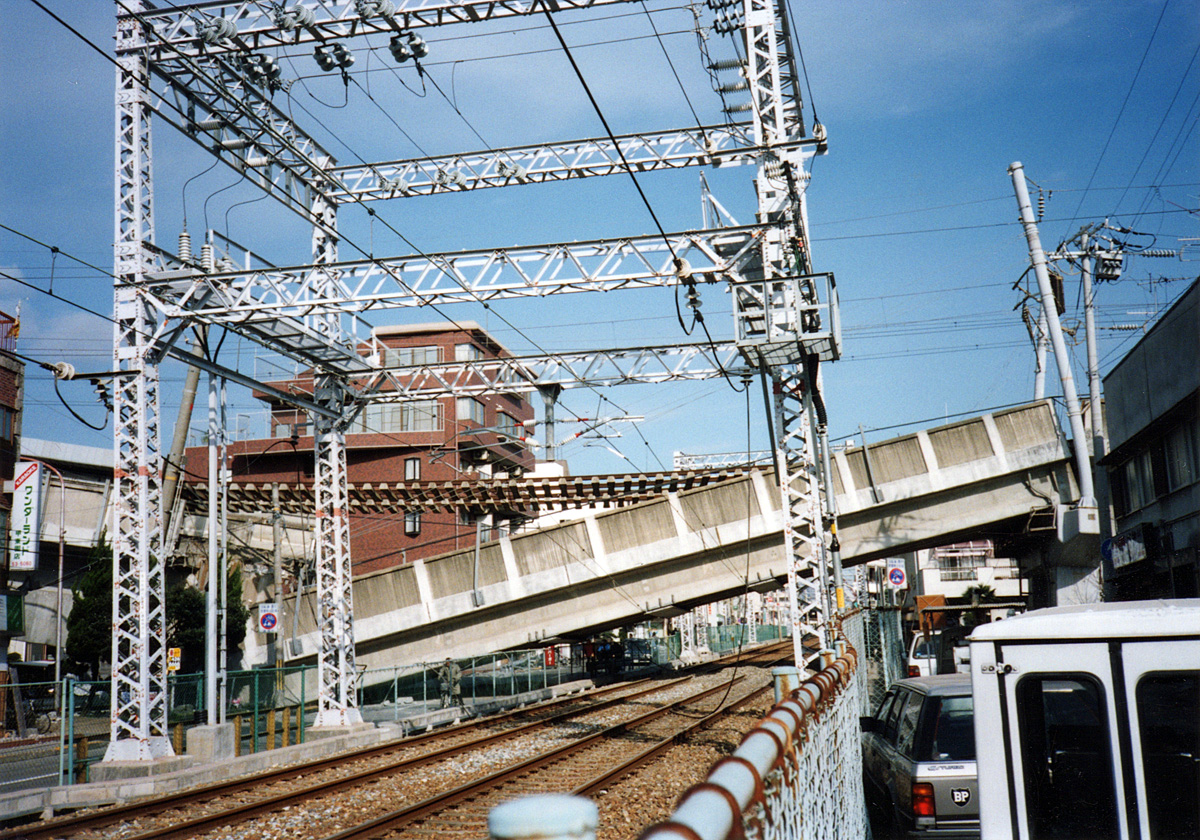
산요 신칸센의 고가도로 구간이 붕괴된 모습.

JR의 고베역에서 도야마역으로 가는 슈퍼 카미나리토리 1호 열차가 다카토리역까지 회송 중 스미쇼시역에서 지진을 맞아 산노미야역 앞 700 m 지대에서 정차하고 10량 중 8량이 탈선되었다. 또한 슈푸르 하쿠바·도가이케 6호 열차와 니시아카시역발 교토역행 보통열차가 스미요시역과 산노미야역 사이 구간에서 탈선하였다. 역사의 피해도 컸다. JR 고베선의 롯코미치역과 신나가타역은 지진으로 붕괴되었으며, 다카토리역도 반파되었다.
산요 신칸센도 지진으로 총 8곳의 다리가 붕괴하거나 넘어지는 사고가 있었는데, 조사 결과 부실공사의 흔적이 발견되었다. 산요 신칸센은 지진 81일 후인 4월 8일 복구를 완료하였다. 도카이 여객철도(JR 도카이) 구간에서도 도카이도 신칸센의 게이한신 구간 교각에 균열이 발견되어 지진 직후 교토역-오사카역 간 구간은 시속 170km로 서행 운전하였다.

#### 사철
재해 지역 내에 있던 철도 노선 중 가장 남쪽에 있던 한신 본선은 히가시나다구와 나다구의 고가도로 구간에서 큰 피해를 입었다. 특히 미카게역 서쪽 유치선에 있던 차량이 크게 흔들려 손상되는 피해를 입었다. 한신 전기 철도 이시야가와 차고도 붕괴되어 전날 밤부터 유치되었던 다수의 차량이 붕괴된 차고에 깔려 파손되었다. 이는 고가도로 구간이 고도경제성장 시기인 1967년 준공된 다리로 내진구조가 충분하지 않았던 것이 큰 원인으로 꼽히고 있다. 또한 인근 구간에서 철교가 지상으로 떨어져 남북을 통과하는 여러 도로가 막혔다. 신자이케역 지역에서는 고가도로 아래 구간의 토지를 임대하기도 했기 때문에 복구 과정에서 임차인에게 철거 허가를 받기 위해 피난소를 돌며 허가를 받거나 인근 주민들에게 고가도로와 함께 자택의 잔해도 치워달라는 요청을 받기도 하였다. 한신 본선의 큰 피해로 이후 일본 각지의 교량의 붕괴 방지를 위한 보강공사가 이루어졌다.
산노미야 인근 지하 구간에서 운행 중이던 차량을 포함해 총 41량의 차량이 지진으로 파괴되어 한꺼번에 철거되면서 차고 자체를 한번에 철거한 뒤 이듬해까지 복구 공사가 이루어졌다. 이 때문에 JR이나 한큐 전철과 달리 한신 전기 철도는 복구차량 및 신규 차량 도입도 아마가사키 차고의 한계 용량에 맞춰 증차해야 해서 감편한 채로 운행을 시작해야 했다. 다른 사철들도 선로와 역에 여러 피해가 발생했으나 차량이 차고 1개 급의 피해를 입은 것은 한신 전철이 유일하다.

##### 주요 피해와 복구
산요 전기 철도 히가시후타미역발 한큐 산노미야역행 6량 급행전철이 손님을 30명 태우고 운행하던 도중 고베고속선 동서선의 지하역인 다이카이역 90 m에서 지진을 맞아 시속 58 km로 주행 중 130 m 주행 후 정차하였다. 당시 "10초만 늦었더라도 붕괴된 터널에 깔렸을 것"이라는 증언이 나왔다. 또한 이 때 다이카이역이 완전 붕괴되었는데 고속도로와 마찬가지로 당시 "지하철은 지진에 강하다"는 인식이 있었지만 다이카이역은 연약지반 지대였고 진동에 흔들러 강한 진동으로 중간 기둥이 붕괴해 무너진 것으로 추정된다. 또한 한신 전기 철도 신카이치역발 오사카우메다역행 보통열차가 가스가노미치역에서 승하차 도중 지진을 맞아 승객 1명이 부사를 입기도 하였다.
한큐 이마즈선의 다카라즈카역발 니시노미야키타구치역행 보통열차가 다카라즈카역-다카라즈카미나미구치역 사이 구간에서 지진으로 탈선하는 사고가 발생했다. 무코강 교량 인근을 주행중이라 교량 위에서 지진을 맞았으면 큰 사고가 발생할 수 있었으나 큰 사고를 피했다. 또한 한큐 이타미선의 이타미역도 지진으로 역이 붕괴되어 역내 파출소에서 근무중이던 경찰관 1명이 사망하였다.
지진 직후 긴급하게 운행을 중단했던 각 사철들도 피해 복구 및 재개통을 시작하였다. 제일 먼저 호쿠신 급행 전철의 호쿠신선은 큰 피해를 입지 않아 지진 다음 날인 18일 재개통되었다. 고베 시영 지하철의 세이신·야마테선은 1월 18일부터 피해가 적었던 이타야도역-세이신추오역 구간이 재개통되었으며 2월 16일 일부 역을 통과 폐쇄시키면서도 전 선 재운행을 시작해 호쿠신선 직통선을 포함해 고베 시내에서 가장 빠르게 전 노선을 복구하였다.
고베 전철은 아오선(아오역에서 가코가와선과 연결)이 1월 19일 스즈란다이역-아오역 전 구간 재개통되었다. 아리마선(다니가미역에서 호쿠신선과 연결)은 1월 19일 스즈란다이역-아리마구치역 구간이 재개통되었으며 2월 7일 나가타역-스즈란다이역 구간이, 3월 31일 아리마구치역-아리마온센역 구간이 재개통되었다. 고엔토시선은 1월 19일 요코야마역-플라워 타운역 구간이 재개통되었으며 산다선도 1월 19일 아리마구치역-산다역 구간이 재개통되었다.

#### 해상

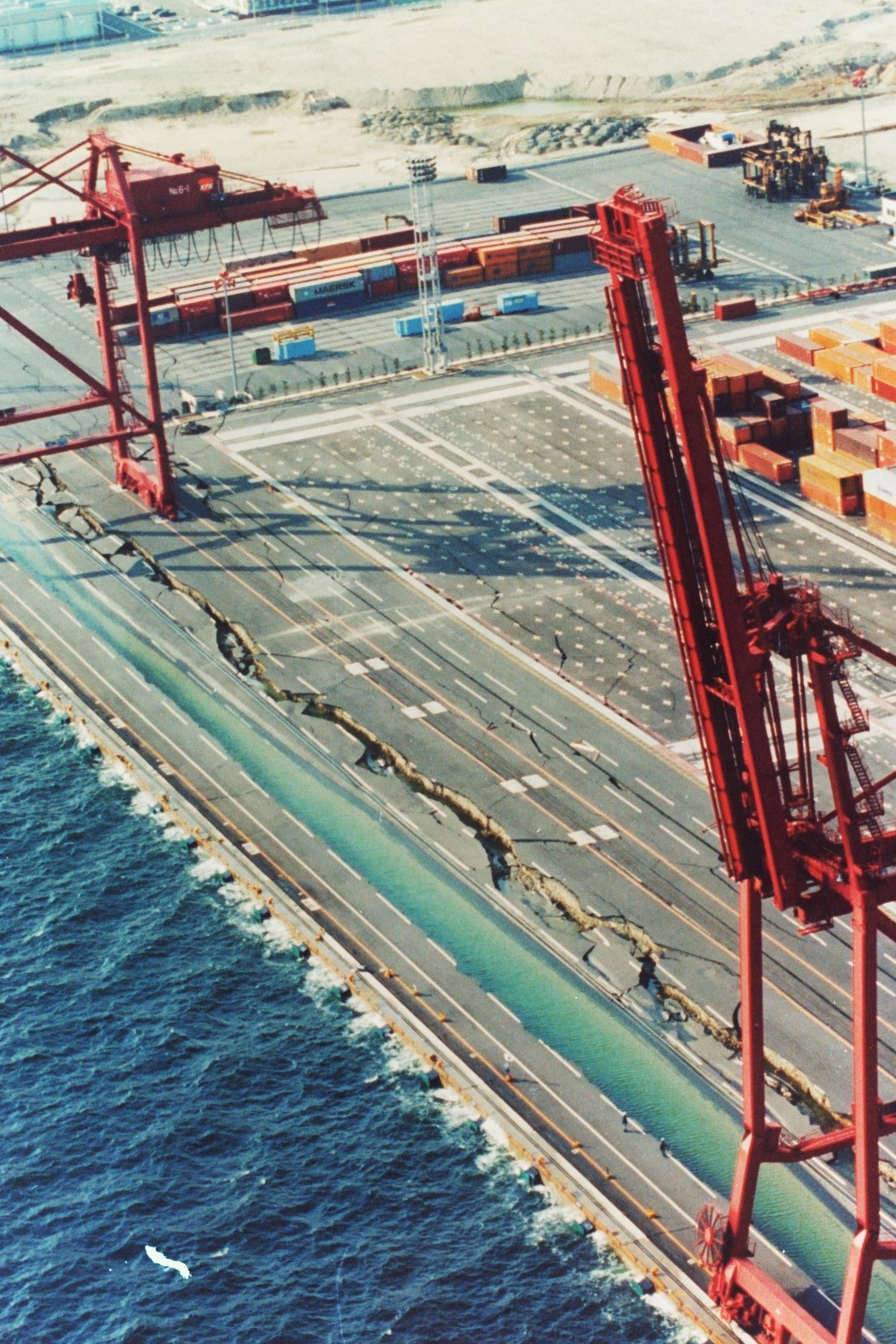
고베항의 접안 부두가 지진으로 파괴된 모습.

고베항은 시코쿠나 규슈 방면으로 향하는 페리들이 발착하는 지점이었지만 각 부두가 큰 피해를 입어 사용할 수 없었기 때문에 일시적으로 페리의 발착지를 오사카항 남항으로 바꿔 운행하였다.
육상 교통이 마비되어 시코쿠나 규슈 방면을 연결하는 주요 통로로 해상 교통을 사용하였다. 워터프론트의 지반이 함몰된 안벽에는 가설 부두를 설치하여 오사카-고베, 고베-니시노미야 간 단거리 임시항로도 정비해 대체 교통수단으로 피난민과 부흥지원자의 부담을 감소시켰다. 그 외에도 남아 있는 해안 부분을 이용해 의료 물자 반입 등도 활용하였다. 고베항은 지진 2년 후인 1997년 3월 31일 모든 부두 복구가 완료되었고 같은 해 5월 31일에는 '고베항 부흥선언'이 발표되었다.

#### 공항
흔들림이 심했던 오사카 국제공항에서는 지진으로 활주로와 유도로에 균열이 생겼으며 공항 터미널 건물도 외벽이 손상되었다. 지진 직전인 1994년 개항했던 간사이 국제공항에서도 공항 터미널 건물, 간사이 공항역, 주차장에 금이 가는 등 손상을 입었다. 하지만 두 공항 모두 항공기 운행에 큰 지장을 받진 않았다. 특히 피해 지역에 있던 오사카 국제공항에서는 경시청 및 도쿄 소방청, 자위대, 미군, 정부 전세기 기체 등이 구조 지원을 위해 착륙하였다. 또한 지진 당시 운용 제한 시간이었던 7시에서 21시 사이 외의 시간에도 21시 이후 임시편을 편성하는 특별조치를 시행해 복구물자를 받아냈다.

## 소화 및 구조활동

### 화재
고베시 나가타구와 같이 목조주택이 집중된 곳을 중심으로 화재 피해가 컸다. 총 7,000채가 넘는 건물이 화재로 소실되었다. 당시 화재선풍은 발생하지 않았다. 일본 소방청 자료에 따르면 지진 이후 총 285건의 화재가 발생했다. 이 중 70%인 205건이 지진 당일에 발생한 화재이지만 오전 6시까지 발생한 화재는 총 87건으로 지진 발생 이후 일정 시간이 지난 이후에야 발생한 화재가 많았다. 화재 발생 원인이 파악된 화재는 절반으로 가장 많았던 원인이 전기로 인한 발열 화재가 85건, 가스와 관계된 화재가 13건, 불씨와 관계된 화재가 12건으로 기록되었다. 지진 당일에만 통전 화재가 39건이 발생했고, 지진 다음날부터 발생한 화재들도 주로 정전 이후 송전을 재개하면서 발생한 화재가 다수를 차지했다.
지진으로 상수도가 파괴되어 긴급하게 화재용 저수조를 찾는 사이 불길이 번져 피해가 커진 경우도 있었다. 당시 단수로 물이 나오지 않는 호스를 들고 불길 가까이에서 버티고 있는 소방관의 모습도 찍히기도 했다. 또한 바람에 따라 불똥이 휘날려 소화 작업이 어려운 곳도 많았다. 불길이 너무 커져 진화하기 어렵다고 판단될 경우 화재는 둔 채 현장 소방관의 판단으로 이재민의 대피를 유도하는 "화재방임"이라는 소방 활동을 진행하기도 했다. 피해 지역 부근에서 화재방임이 일어난 것은 제2차 세계 대전 당시 아카시 공습 이래 최초였다. 이 외에도 주변 주민들이 양동이를 들고 릴레이로 서로 주고받으며 소화 작업을 하는 경우도 나타났다.
소화 방임 활동과 동시에 국도 제2호선, 국도 제28호선 등 대로변에 소방대를 배치해 진화보다는 연소의 확대를 막는 소화 활동을 위주로 작업했다. 17일 오후부터야 일본 전역에서 파견해 온 소방관들이 모여 소화 활동을 시작하였다. 소방대는 인근의 미나토가와강이나 효고 운하까지 호스를 이어 밤새 소화 활동을 펼쳤고 그 결과 지진 이틀만인 1월 19일에 모든 화재를 진압하였다.
지진 후 효고현과 고베시는 방화저수조의 정비와 소방에서 헬리콥터 사용을 검토하였다. 당시 헬리콥터의 소방 활동을 보류한 이유로 고베시 소방국은 화재 규모나 건물 구조를 고려할 때 소화 활동이 어려우면서도 효과가 매우 적고 비행 중인 다른 헬리콥터나 지상에 있는 사람들에게 큰 위험이 될 수 있다는 이유를 꼽았다.

### 공공기관의 구조활동
지진 발생 후 소방서와 경찰서 각 조직들이 구조 활동을 시작했으나 몇 가지 문제점도 지적받았다. 또한 한신 대진재로 크러시 증후군이라는 현상이 널리 알려지게 되었다.

#### 소방 및 경찰
소방청이나 경찰청의 조정으로 전국의 소방, 경찰 세력이 한신칸 지역에 지원을 받았으나 교통 체증으로 지원이 늦어졌다. 또한 피해 지역에 도착하더라도 대규모 재해 대한 기술, 지식, 장비, 자재 등이 모두 부족했던 상황에 대규모의 구조 요청이 쏟어져 구조에 어려움을 겪었다.
도쿄 소방청의 경우에는 도쿄 소방청 항공대의 소방헬리콥터 통해 피해 지역에 특별구조대를 신속하게 투입하였다. 지진 당일 11시에는 하치오지 소방서에서 헬기로 직접 특별구조대를 출동시키라는 지시가 내려와 대형 헬리콥터인 '히바리'를 투입하여 지원하였다.
도시 지역의 소방서나 경찰서는 자신이 피해를 입기도 해서 초기 구조 활동에 지체가 생기는 경우가 있었다. 아와지섬에서는 지역 소방단과 인근 주민을 중심으로 한 구조활동을 시작했다. 특히 호쿠단정에서는 지진 발생 후 11시간만에 모든 수색, 구조 활동과 시신 수용 작업을 끝냈다. 건물 갯수나 인구 밀도를 감안해 고베 시내와 소요시간을 직접적으로 비교할 수는 없지만, 지진 발생 후 인근 주민 등 지역사회를 통한 구조 활동의 중요성이 부각되었다.
잔해 아래의 부상자를 구출하는 차량도 부족했으며 방재 기관의 헬리콥터 이송자도 적었다. 예를 들어 지진 당일 니시노미야시의 헬리콥터 이송자는 딱 1명이었다. 이 이송자도 오사카시 소방국에서 긴급하게 의약품을 수송하던 도중 돌아가던 헬리콥터가 이송한 환자였다. 지진 1주일간 총 헬리콥터 이송자는 62명이었으며, 지진 발생 후 3일간 헬리콥터 이송자는 17명만 있었다. 이 때문에 전체적인 부상자 이송이 느려졌다.
소방서와 경찰서는 한신칸 지역의 지진 피해를 교훈으로 일본 전국의 재해 지원체제인 긴급소방원조대(소방청 소속)와 광역긴급원조대(경찰청 소속)을 각각 창설하였고 도쿄 소방청은 소방구조기동부대를, 요코하마시 소방국은 기동구조대(현재의 특별고도구조부대 슈퍼레인저)를 창설했다.

#### 자위대 및 현지사
일본 자위대는 지진 발생 수 분 후에 움직이기 시작했지만 이타미역에 근방 파견(재해파견)된 제36 보통과연대를 제외하고는 고베 중심지로 파견한 부대가 없었다. 제36보통과연대는 자위대법 제83조 3항에 따른 '근방파견'에 따라 파견되었지만 다른 부대는 현지사의 요청으로만 파견이 가능해(자위대법 제83조 1항) 대기상태로만 있었다. 지진 이후 자위대의 파견 요청을 도도부현지사 외에도 시정촌장이나 경찰서장도 할 수 있도록 자위대법이 개정되었다.

## 부흥

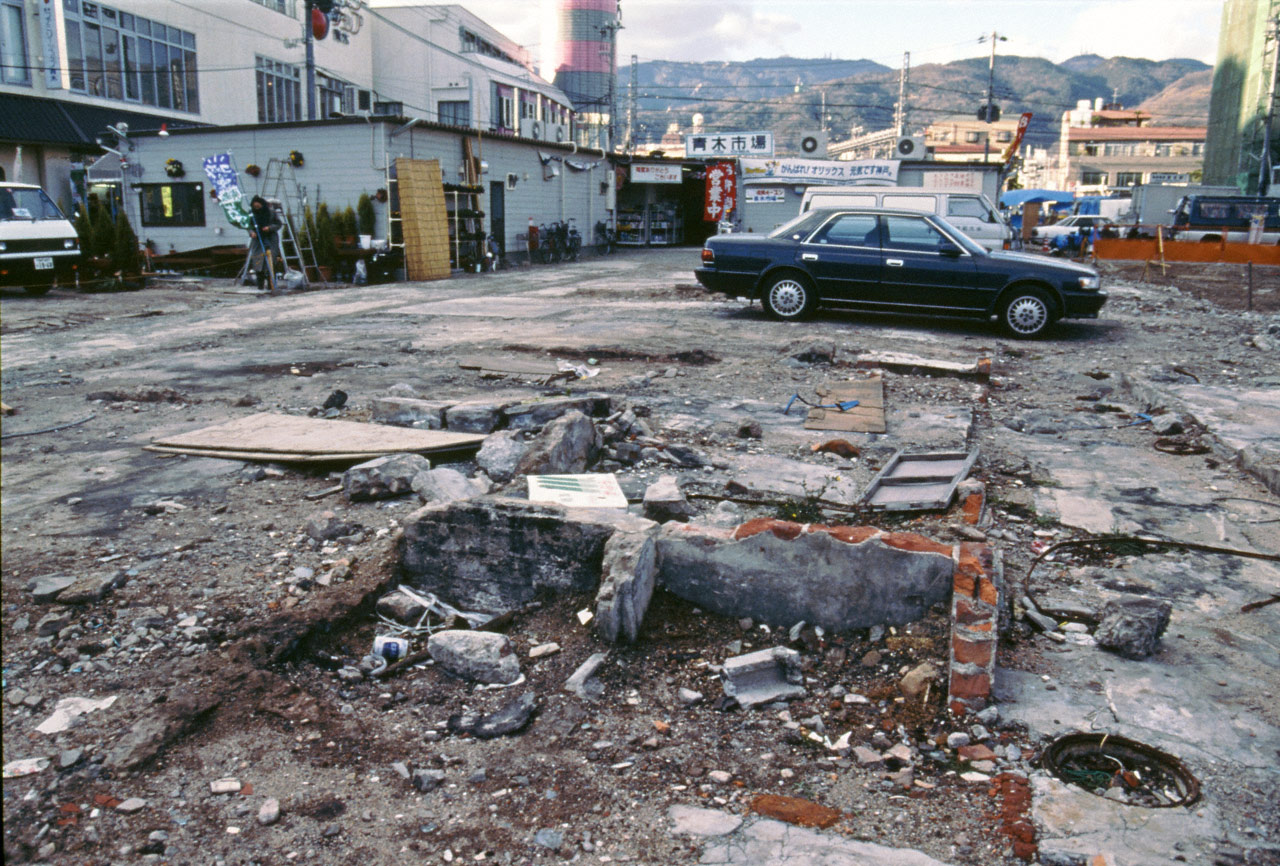
지진 1년 후 촬영한 고베시 오기역의 남쪽 모습.

일본 전역에서 다양한 형태의 구호와 지원이 전해졌다. 피해 지역에 구호 물자, 의연금, 자원 봉사 활동이 이루어졌다.

### 거리의 부흥
부흥 사업에서 최우선적인 일은 주요 인프라 복구였다. 대부분의 지진 피해 지역에서 3일에서 7일 이내 전기 복구가 이뤄졌지만 지하에 묻힌 상수도와 가스 복구에는 장기간이 소요되었다. 또한 당시 고베시 수도국이 있던 고베 시역소 건물 2호관 7, 8층이 짓눌러 무너져 피해를 입어 자료를 준비하지 못해 수도관 경로 정보 파악에 시간이 걸리는 등 복구에 여러 영향을 미쳤다. 이후 고베 시역소 2호관이 6~8층 부분이 철거되고 5층 건물로 재건축되면서 수도국도 4층으로 옮겼다.
일본 전역에서 부흥지원물자를 수송해 들어오기로 하였으나 교통망이 단절되어 물자 이송이 어려운 곳이 많았다. 이 때문에 대량의 부흥지원물자를 신속하게 수송하기 위하여 복구보다는 우선 남은 도로를 정비하여 재해 지역과 오사카시를 연결하는 작업을 진행했다. 고베시 인근에서도 "고베시로 간다"라고 하면 교통정리 과정에서 최우선적으로 통행할 수 있는 등 부흥 활동을 지원하는 장면이 많았다.
지진 발생 한달 후부터 건물의 본격적인 복구와 재건축 등 부흥 작업이 시작되었다. 이 무렵에는 많은 기자재와 인력이 재해 지역으로 들어와 잔해 철거 및 재건 작업을 진행했는데 무질서한 복구를 막기 위해 일본 건축기준법 제84조에 따른 건축규제를 가했으며 이후 피해를 입은 시가지에 대한 특별조치법인 피재시가지부흥특별조치법이 시행되기도 하였다.

### 대피소·가설주택·부흥주택

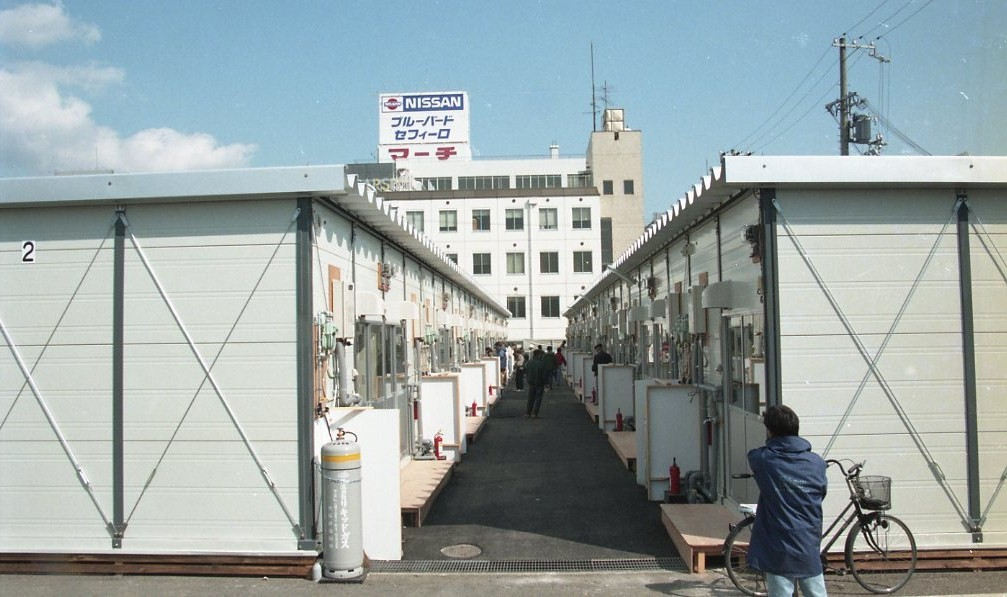
고베시 와키노하마초에 지어진 가설주택.

집이 반파되거나 전파된 주민들은 학교나 공공기관으로 피난을 갔다. 재해 지역 대부분의 학교는 휴교하였다. 이재민들은 체육관이나 교실에서 자고 일어났다. 공원에서 텐트를 치거나 자가용에서 취침을 한 사람들도 있었다. 지진 재해 초기에는 공공대피소로 학교 등의 공공시설만을 인정해 식료품과 음료수가 배급되었으나 이후 공원에서 피난촌을 이룬 텐트촌에도 식량 등을 배급하게 되었다.
지진 발생 1개월 후부터는 조립식 공법으로 지어진 가설주택이 건설되고 입주가 시작되었다. 하지만 가설주택 대부분이 피해지역 밖의 교외 지역이나 인근 다른 지자체에 건설되어 대피소에서 가설주택으로 이주한 사람들이 적었다. 학교 등의 공공대피소를 4월 이후 일본 입학 시점에 맞춰 비우기 위해 도심부에 가설주택을 건설하거나 대피소에서 대기소로 옮겨 이주하거나, 민간 주택을 임차하여 피해를 입은 주민들에게 제공하는 조치가 이루어졌다.
이후 효고현에 부흥지원주택(재해부흥주택)이라고 불리는 고층 영구주택을 건설하기 시작했다. 이 영구주택은 가설주택보다 프라이버시가 잘 지켜졌지만 이웃간 사교 공동체가 형성되기 어려워 고독사 문제가 늘어나는 부작용도 있었다. 고독사 문제를 막기 위해 부흥지원주택의 상수도 사용이 장기간 없을 경우 자동으로 경고를 보내는 시스템 등을 활용하여 해결하러는 지자체도 있다.
부흥지원주택에 입주할 주민들은 각 시정촌이 발급한 이재증명서를 기준으로 입주자를 정했다. 이재증명서 발급을 위한 조사가 단기간에 적은 규모의 인원으로 이루어져 조사가 미흡했다는 지적도 존재한다.

### 민간 산업과 조직의 지원 활동

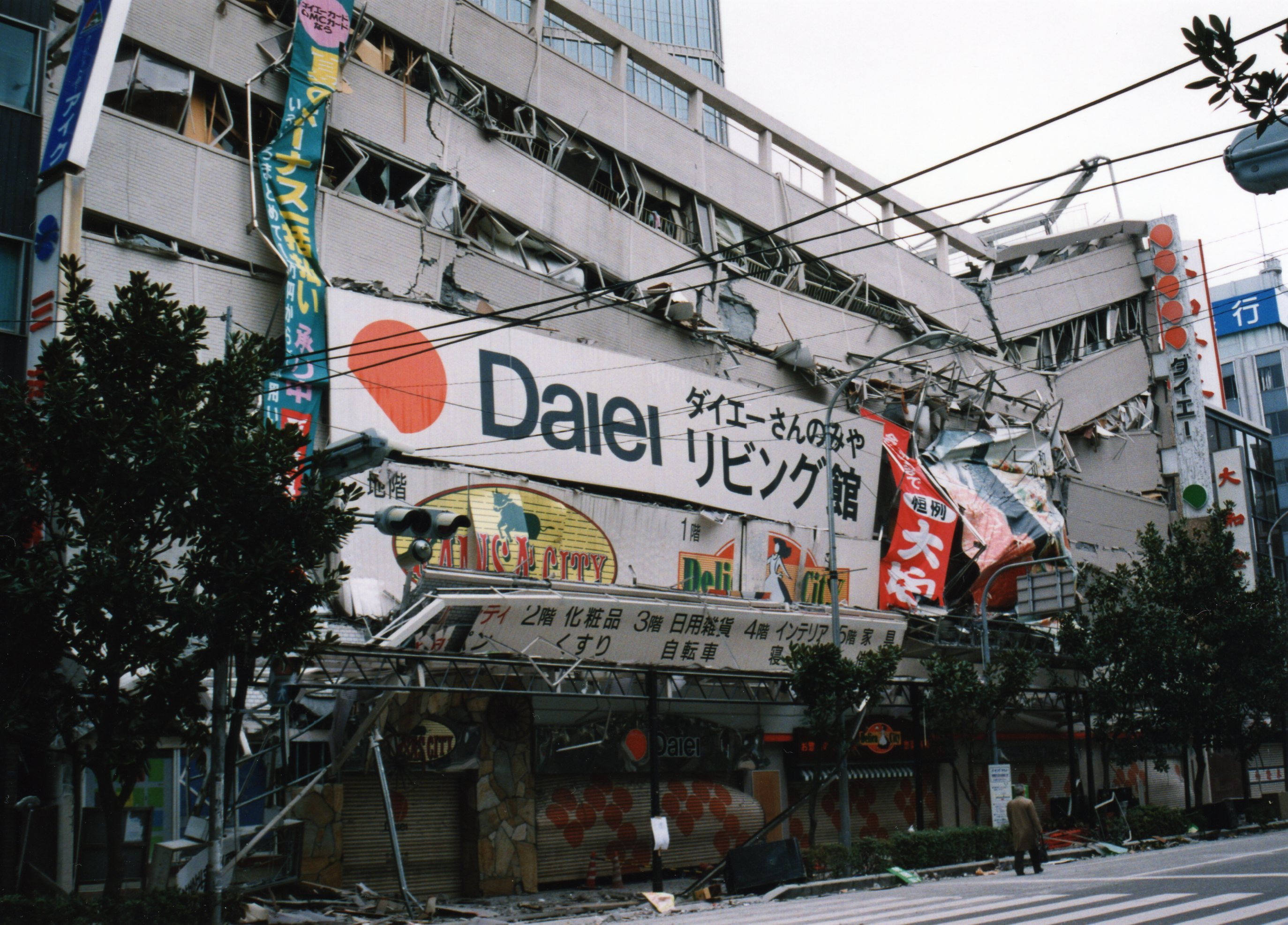
다이에이 슈퍼마켓 점포들은 지진으로 많은 피해를 입었으나 이재민 지원도 계속하였다. 사진은 지진 다음 날 붕괴된 다이에이 산노미야점 점포.(고베시 촬영, 출처)

정부 측 대응이 늦어지는 반면 민간 산업 분야에서 지원 활동도 많았다. 아래는 대표적인 기업의 지진 피해 지원 활동이다.
- 고베시에 본사를 둔 슈퍼마켓 대기업인 다이에이 그룹 산하 로손 등 당시 다이에이 그룹 내 소매 회사들은 도쿄 도내 자택에서 지진 소식을 들은 나카우치 이사오 당시 사장의 지휘 아래 건물이 반파된 상태에서도 효고현 내를 중심으로 간사이 권역 내 영업 가능 점포를 바로 열고 재고가 있는 상품이나 공수로 도착한 상품(식료품 이외 담요, 손난로 등이 포함) 등을 파격적인 가격(과자빵이나 주먹밥 1개당 10엔 등)에 판매하였으며 지진 발생 3일 후에는 영업 시간 연장 허가를 받은 후 전력이 들어오는 점포에 야간에도 계속 점등하여 일정 시간 24시간 영업 체제로 운영하였다.
- 세븐일레븐 재팬에서는 지진 발생 3시간 내에 구호물자와 식료품을 타 지역에서 헬기로 공수하여 빠르게 대응하였다. 지진 당시 고베시 내에 점포가 없었던 세븐일레븐은 지진 후 자사 내 헬리콥터 6대를 임차해 교토부에 있는 도시락 공장에서 긴급하게 제조한 도시락과 주먹밥 약 6천명분을 고베시로 공수해 무상으로 제공하였다.
- 생협(생활협동조합 코옵 고베)는 "재해 발생 시 식량을 민간으로 방출한다"라는 계약에 따라 간사이 권역에 식량을 배급하였다.
- 닌텐도는 게임보이 5천개와 이어폰, 플레잉 카드 3천개를, 세가는 리코더 2만개를 지진 피해를 입은 아동에게 무상 제공하였다.[109]
- 고베시에 본사를 둔 아와지야(열차 도시락 제조 대기업)는 지진으로 입은 피해가 적어 재고품 재료를 사용해 긴급하게 제조한 도시락을 각 대피소에 제공하고 이후 각 사업자의 지원 하에 공장 설비를 복구하여 대피소의 식량지원거점으로 활용하였다.
- 기린 맥주는 인입선이 있는 교토 공장에서 맥주 빈명 2,000개에 물을 채우고 JR 서일본의 임시열차로 고시엔구치역까지 이동하여 인근에 배포하였다.[110]

일본 기업 외에도 다양한 단체가 지진 피해 지역을 지원하였는데 지원 단체에는 구세군에서부터 고베에 총본부를 둔 일본 최대의 보료쿠단 조직인 야마구치구미, 한신칸 지역에서 강한 영향력을 가진 교단인 스쿄마히카리(숭교진광), 퍼펙트 리버티 교단(PL교단), 천리교, 창가학회, 금광교, 월드메이트 외에도 두달 뒤 도쿄 지하철 사린 사건을 일으키는 옴진리교 같은 조직이나 단체에서도 식량과 식수 공급, 화장실, 목욕, 대피소 제공 등 적극적으로 지원하였다.
그 외에도 와타리 테츠야, 와타세 츠네히코 형제와 가와시마 에고, 카몬 타츠오, 자이언트 바바, 다나카 야스오, 당시 한신 타이거스 현역 선수였던 미나미무레 도요조, 유미나가 다쓰히로 등 간사이에 연고가 있는 연예인, 텔런트, 문화인도 현지로 돌아가 개인 단위로 식사를 제공하거나 지진 피해민들을 지원하였다.

### 언론 미디어의 부흥 지원

#### 텔레비전과 라디오
NHK와 민영 방송국은 지진 발생 1주일 전후 시기부터 전국의 시청자들을 대상으로 모금 홍보 방송을 진행했다. NHK와 민영 방송인 마이니치 방송은 지진 보도 중간중간 일본적십자사의 성금 접수 계좌를 소개하며 모금을 호소하였다. 또한 자체 성금도 운영해 지자체에 기부하는 등 이재민을 다양하게 지원하였다. 아래는 각 방송사의 모금 사례이다.
- 도쿄 TBS 텔레비전 - 발신자 부담 전화번호인 '다이얼 Q2'를 이용한 특정 번호를 만들어 전화번호에 통화하면 1개 통화 당 100엔을 자동으로 기부하는 "100엔 모금"을 실시했다.
- TV 아사히 - 도라에몽 모금을 실시했다.[113]
- 간사이 TV 방송 - 산하 프로그램이었던 터널즈의 해머프라이스(전국넷)이 프로그램의 컨셉으로 얻은 경매 낙찰 수입을 '진재부흥자원금'으로 일본적십자사 등에 기부하였다.

#### 음악
3월 7일에서 9일 사이 도쿄의 일본무도관에서 지역 음악가들이 모인 자선 콘서트인 "MARCH OF THE MUSIC"을 열어 수익을 전액 기부하였다. 공연에 참여하지 않은 음악가들도 자신의 콘서트나 라디오 프로그램에서 모금 활동을 벌였다. 부흥과 맞물러 일본 내에서 재즈 공연이 활발해진 계기로도 꼽힌다.

#### 스포츠
중앙경마에서는 6월 3-4일 교토 경마장(1월 21일, 22을 중지된 경기 대체개최. 4일에는 GI 다카라즈카 키넨의 기념경기가 열림)에서, 그 다음 해인 1996년 7월 7일에는 나카야마 경마장과 한신 경마장, 삿포로 경마장에서 부흥지원대회로 경마가 개최되어 마권 매상 일부 금액을 기부하였다.
1월 29일 열릴 예정이었던 오사카 국제 여자 마라톤이 개최 중단되어 미리 발주하였던 선수용 타월이 지진 피난소로 기증되었다.

#### 기부금부우표
일본 우정성(현 일본우편)은 1995년 4월 20일 한신·아와지 대진재 기부금부우표를 발행했다. 기부금부우표는 원가 80엔의 우표를 100엔에 판매하고 차익인 20엔을 기부금으로 기부하는 형태로 액면가는 "80+20엔"으로 적혔다. 다만 우표 디자인이 준비가 되지 않아 연례적으로 발행하는 우표취미주간의 우표를 전환하여 사용했다. 결국 기부금부우표의 디자인은 가나시마 게이카의 회화인 화실의 손님으로 지진 피해 지역과는 별로 상관없는 디자인이 채택되었다. 인쇄된 우표 5천만장 중 4728만 8천장이 판매되어 원가 및 경비를 제외한 9억 4천만엔을 현지에 기부하였다. 이후 우정성은 2000년 12월 22일 발매한 "20세기 디자인 우표" 모음집 17권에서 한신 대지진을 모티브로 한 우표를 발행했다. 우표 디자인은 부흥의 상징인 데즈카 오사무의 '불새'와 한신-아와지 지구의 지도, 무너진 고가도로를 그린 모양이다.

### 자원 봉사 활동
지진 직후 피해 지역에서 이재민을 지원하는 자원봉사에 참여한 사람은 하루 평균 2만명이 넘었으며, 3개월간 연인원 117만명이 자원하였다. 피해 지역에서의 자원봉사활동에 대한 일반인의 중요도 인식도 비약적으로 높아졌다. 현지에 직접 방문하지 않아도 헌혈이나 기부, 물자 지원 등 후방 지원에 자원한 사람들까지 포함하면 자원봉사자 인원은 더 증가하여 최대 160만명으로 추정된다.
이 때문에 1995년은 일본에서 "자원봉사의 원년"(ボランティア元年)이라고 부르기도 한다. 이후 일본 정부는 1월 17일을 방재와 자원봉사의 날로, 17일을 중심으로 이전 3일과 이후 3일 등 총 7일간을 방재와 자원봉사의 주간으로 정했다.

### 부흥 조직
간토대진재가 발생했을 때 수립되었던 제도부흥원과 같은 조직에 해당하는 부흥 조직이 한신·아와지 대진재 당시에도 한신·아와지 부흥대책본부(초대 본부장은 당시 총리였던 무라야마 도미이치)가 수립되어 2000년까지 총 5년간 일본 총리부 산하에서 활동하였다. 또한 위원장 시모코베 아쓰시인 한신·아와지 부흥위원회가 설치되어 부흥대책본부를 지원하고 조언하는 조직으로 활동하였다.
전재부흥도시계획으로 토지구획정리사업이 완료되던 시기 지진이 발생하였고 또한 태평양 전쟁 시기 피해가 적었던 오래된 목재 주택이 집중된 곳에 피해가 커 고베시는 전재부흥의 연장선으로 진재부흥사업을 진행하였다. 고베시의 부흥 사업은 1976년 10월 29일에 일어났던 사카타 대화재 당시 복구 사례를 참조하였다.

## 정부와 현의 반응

### 정부의 반응

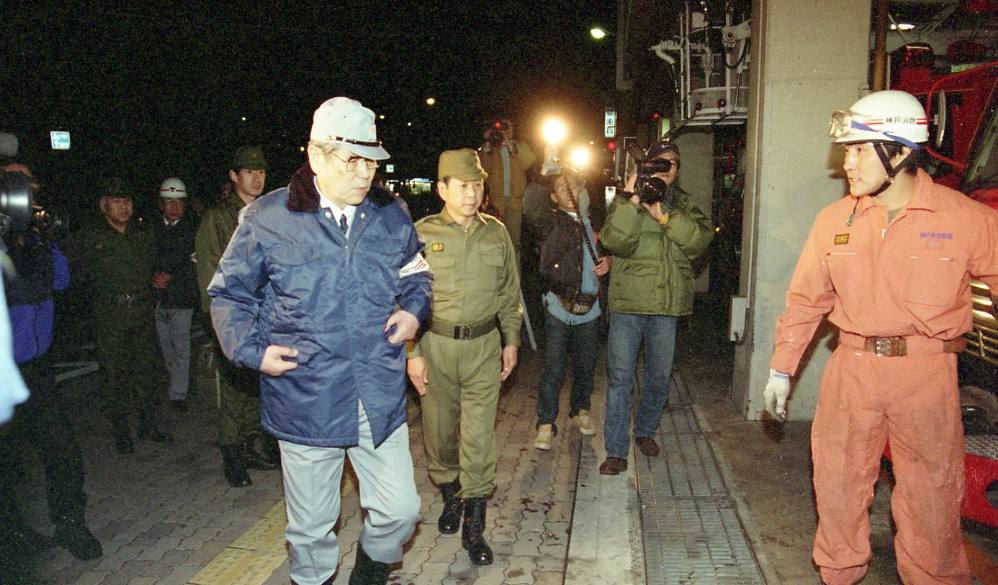
1996년 1월 17일, 당시 고베시장이었던 사사야마 가즈토시가 나다 소방서를 시찰하는 모습.

일본 정부가 "비상재해대책본부"를 설치한 것은 지진이 발생한 지 4시간 14분이 지난 오전 10시 경 국무회의에서였다. 무라야마 총리는 지진 발생 직후 TV의 6시 NHK 뉴스를 통해 대지진 발생 사실을 알고 있었으나 당시 일본 국토청의 첫 보고는 오전 7시 30분에야 이루어졌다. 무라야마 총리는 개회가 임박한 정기국회에 대한 대응으로 예정대로 공무를 하면서 재해에 대응하였다.
당시 수상관저를 비롯한 정부 및 국가기관은 직접 재해 지역의 정보를 수집할 수 있는 수단이 없었고 지방 자치 단체나 각 부처의 지방지분부국, 자위대 각 부대 등에서 본청으로 올라온 정보를 신속하게 취합하고 정리할 수 있는 체제나 수집한 정보를 모아 총리대신에게 전달해 보고하는 체계도 없었다. 이 때문에 텔레비전이나 라디오 방송 등 각 언론사가 최대의 정보원이 되어 집약하여 정리되지 않은 정보를 기반으로 각 기관이 알아서 행동해야 하는 체제였다. 재해 시 법적으로 대책본부 역할을 맡았던 일본 국토청도 독자적인 정보수집수단이 없고 관계 부처에 거론된 정보를 집약하는 일도 부족했다.
관저를 비롯한 정부, 국가기관은 물론 현지의 행정기관, 방재 관련 기관도 텔레비전이나 라디오가 최대의 정보원이었다. 국토청도 독자적인 정보 수집 수단을 가지고 있지 않았고, 또한 관계부처로부터 정보를 충분히 모을 수 없어 정보가 총리관저로 제대로 전달되지 않는 제도상의 문제점이 지적되었다.— 일본 내각부 한신·아와지 대진재 교훈정보자료집

당시 내각총리대신이었던 무라야마 도미이치는 지진 소식을 상당히 빠른 시점에서 얻었지만, 이는 무라야마 총리가 지진 발생 직후 TV에서 우연히 6시 NHK 뉴스를 보고 있어가지고 인지한 것으로 비서관 등으로부터 자세한 정보를 얻은 것은 수상 제1보 보고가 오전 7시 30분으로 매우 늦어졌다. 무라야마 총리는 총리공저를 나와 8시 26분 수상관저로 들어가 상황을 보러 가서 대기하였지만 특별한 정보도 없었고 관저에도 아무도 없어 공저로 다시 돌아갔다. 그 후 불완전하지만 수시로 올라오는 정보로 고베의 지진이 전례 없는 대재해라는 것이 밝혀지고 있음에도 불구하고 무라야마 총리는 개회가 임박한 정기국회의 대응이나 현안으로 올라오던 신당 문제(야마하나 사다오 신당), 재계 수뇌와의 식사 모임 등 정상 공무를 진행하여 재해 대응을 제대로 하지 못했다는 비판을 받았다.
효고현청 옥상에 있던 위성통신장비가 제대로 작동하지 않았고, 최대진도 6(818 gal)을 기록한 고베 해양기상대의 기록이 송신되지 않았던 진도정보가 없는 이 "진도공백대"의 대응은 제대로 이뤄지지 않았다. 진도6이라는 정보가 국토청이나 소방청에 들어간 것은 오전 6시 19분이었다.
기상청의 데이터 통신망이 끊어져 고베 해양기상대와 스모토 측후소의 진도정보가 자동으로 수신되지 않았는데 스모토 측후소에서는 진도 정보를 측정하는 기기가 고장나 측후소 직원이 자신이 체감한 진동으로 추산하여 진도6이라고 오사카관구 기상대에 판정용 무선회선을 통해 보고하였으며, 고베 해양기상대의 지진정보는 기상위성을 이용한 위성전화로 별도로 통보하였다.
니카이 도시히로 중의원 의원: "(전략) 최초로 묻습니다만, 국가의 최고 책임자인 무라야마 총리는 17일 5시 46분쯤 효고현 남부에서 발생한 지진에 대해 언제쯤, 어디에서, 누구에게 보고를 받았으며 어떠한 지시를 내렸는지 묻고 싶습니다. 또한 재해 발생 당일 총리 자신의 일정도 밝혀주셨으면 합니다. 이 때 총리에게 들어온 최초의 보고 내용이 무엇이었냐가 중대한 문제입니다. 당초부터 이렇게 큰 재해가 될 것이라는 인식 자체가 결여된 것은 아닌가 하는 의문이 드는 것입니다. (후략)"

무라야마 도미이치 내각총리대신: "(전략) 나는 이 지진이 발생한 직후인 6시 경 텔레비전 방송으로 처음으로 알았습니다. 즉시 비서관에게 연락하여 국토청 등으로부터 정보 수집을 명령하면서 7시 30분 들어온 첫 보고에서는 막대한 피해로 발달될 가능성이 높다고 들었습니다. 이에 따라 피해 상황의 정확한 파악을 위해 연락을 취할 것을 요청하며, 무엇보다도 인명 구조에 최우선으로 임해주시며 화재도 발생했으니 화재 진화에도 전력을 다하라는 지시도 내렸습니다. 10시부터는 국무회의를 열어 비상재해대책본부를 설치하고 정무조사단을 파견하는 등 만반의 대응을 하였습니다. (후략)"— 1995년 1월 20일 중의원 본회의(대표질문 및 답변)

무라야마 총리는 지진 발생 3일 후인 1월 20일 열린 중의원 본회의 대표질문에 대한 답변에서 정부의 정보수집 지연과 위기관리체제 미흡에 대한 질문에 대해 아무래도 처음 겪는 일이며 이른 아침에 일어나 수많은 혼란이 있었다고 답변하여 강한 비판을 받기도 하였다.
니카이 도시히로 중의원 의원: "(전략) 재해 발생 시 사태 파악 지연이 자위대 출동에 큰 영향을 미쳤다고 생각합니다만, 현에서 요청하든 하지 않았든 국토와 국민의 안전을 지키는 숭고한 임무를 지닌 자위대의 출통에 대해 시점과 규모 등을 판단하는 데 중대한 실수가 없었는지 크게 반성할 필요가 있습니다. 라고 말씀드리는 것은 생매장된 인원이 200여명 정도 있으므로 즉시 자위대의 출동을 요청하신 신진당 의원의 요청에 대해 지진 당일 아침...의 단계에서 방위청 간부는 이 사실을 몰랐다는 중대한 사실이 밝혀졌기 때문입니다.자위대의 최고 지휘관인 무라야마 총리는 구호의 초동활동에 있어 인명 구조 최우선 입장에서 좀 더 적극적인, 또한 신속한 지휘를 취할 수 없었는지, 후회하여 마지않습니다. (박수) 정치적 책임과 아울러, 이 기회에 총리의 견해를 묻고 싶습니다. 다카히데 요코하마시장은... 대도시의 수장의 입장으로 정부의 위기관리체제 미비를 지적하고 있습니다만 국민 모두가 같은 생각입니다. 무라야마 총리는 이러한 목소리를 어떻게 받아들이고, 스스로의 책임의 막중함을 어떻게 느끼는지 거듭 묻습니다. (후략)"

무라야마 도미이치 내각총리대신: "(전략) 다음으로는 정부의 위기관리체제에 대한 질문입니다만, 재해가 발생할 때는 관계기관에 신속하고 정확한 지시를 할 수 있도록 정부의 방재체제를 취하는 중이어서 자위대 등의 대응에 대해서도 재해 발생 직후 즉시 이타미의 제36보통과연대에게 재해 파견을 실시하였습니다. 또한 재해대책을 원만히 하기 위해 지방자치단체에게도 필요한 지시나 요청을 실행하였습니다. 하지만 지금 돌이켜 생각해보면 아무래도 첫 경험이기도 하고, 이른 아침의 일이기도 하므로 많은 혼란이 있었다고 생각하지만 어쨌든 방재상의 위기관리체제의 내실화는 매우 중요한 과제로 인식하여 이번 경험에 비추어 향후 재검토해야 할 점은 재검토하도록 하고 위기관리체제의 내실화에 노력해 나갈려고 합니다. (후략)"— 1995년 1월 20일 중의원 본회의(대표질문 및 답변)

그러면서도 당시 역대 최장 재임일수인 내각관방부장관으로 관저에 있던 이시하라 노부오는 "전례 없는 초유의 재해이며 법제도가 정비되지 않은 상태에서는 무라야마 외 누가 총리더라도 신속한 대응은 불가능했다"라고 말하기도 하는 등 무라야마 총리의 대응은 나쁘지 않았다고 말하기도 하는 시각도 있다. 또한 이시하라는 "재해대책기본법 등 그 외의 법령으로 내각이 즉시 움직이는 시스템이 없었던 것은 유감이었지만 사실이며, 그 원인은 사회당에 있다. 사회당이 줄곧 내각 권한 강화에 반대한 셈이다. 내각이 기민하게 대응하는 것을 싫어했던 것이다"라고 말하기도 하였다.

### 효고현의 반응
당시 효고현지사였던 가이하라 도시타미의 재해파견요청은 곧바로 이뤄지지 못했다. 그 이유로는 "가이하라 지사가 정보를 앉아서 기다리고 있었다"라거나 "(각 관할 경찰서 단위로 조사한 피해 정보를 정리하는 입장의) 효고현경찰 경비부가 가이하라 지사로 보고한 횟수 자체도 적었던 것"이 문제로 꼽히고 있다. 예를 들어, 오전 8시 경 히가시나다 경찰서에서만 "사망자 100명 이상, 행방불명자 수백 명"이라는 정보를 파악했으나 본부 경비부가 지진 발생 후 보고를 2차례밖에 하지 않아 10시 경 효고현지사에게 전달되었던 효고현 전체의 피해정보는 "사망자 4명"이라는 현실과 매우 동떨어진 정보만 있었다.
가이하라 지사는 "피해 정보가 올바르게 전달되었다면 즉시 자위대 파견 요청을 할 수 있었을 것"이라고 말했다. 반대로 현지사가 즉각 파견 요청을 하였으면 건물에 깔려 압사한 사망자수를 더 줄일 수 있었다는 입장도 있으며, 또한 지사 이외의 수장이 요청하는 것이 허용되지 않았던 당시 법제도 미비도 큰 원인으로 꼽히고 있다.
그러면서도 가이하라 지사는 "자위대와 교신이 되지 않았다. 8시 경이 되어서야 히메지 연대로부터 겨우 이쪽의 담당자와 연락이 통했다. "대재앙이니 준비를. 바로 요청하겠다"라고 말하자 바로 끊겼고 이후 연락이 다시 되지 않았다. 지금에서야 말해도 괜찮다고 생각하지만, 출동 요청이 늦었다는 것은 자위대의 책임회피입니다"라고 말해 출동 요청 지연의 책임이 자위대에게도 있다고 말했다. 상황 판단의 혼란 속에서 파견 요청은 지진 발생 4시간 후 자위대의 전화가 우연히 연결된 노구치 잇코 당시 효고현 소방교통안전과 과장보좌와 연결되어 이루어졌으며 현지사는 사후 승락을 받았다.
이를 교훈으로 자위대에 대판 파견 요청을 도도부현지사 외에도 시정촌장 및 경찰서장도 할 수 있도록 요청권자의 범위가 넓어졌다.

### 초동 대처 지연
효고현의 자위대 재해파견요청은 윗 문단에서 나온 것과 같이 지진이 발생한 지 4시간이 지난 후에나 이루어졌지만, 현지에 선출직 중의원 의원이었던 신당 사키가케 소속 다카미 유우이치도 고베시 히가시나다구 스미요시 야마노테에 있었고, JR 스미요시역까지 걸어가서 재해상황을 직접 눈으로 확인했다. 현지사의 파견 요청이 없었다는 것을 안 다카미 의원은 휴대전화로 도쿄 의원회관에 있는 비서를 통해 오전 8시 40분 방위청에 긴급 요청을 보냈지만, 도쿄에서는 "과장된" "비공식적" "미확인 정보"라는 인식만 가지고 있었다. 다카미 의원은 앞서 사키가케 대표와 다케무라 마사요시 재무대신, 사회당의 중의원 의원 고토우 마사노리에게 8시 30분 전화로 연락해 중의원 의장인 사회당 도이 다카코에게도 연락을 취하러 시도했으나 의장의 부재로 비서에게만 연락했으며, 회신이 없었다.
초동 대처가 늦어진 원인으로 좌익 사상의 영향을 비난하는 주장도 있었다. 이런 주장에서는 사회당의 반 자위대 사상, 재해지인 효고현을 중심으로 한 게이한신 지역이 야당인 혁신 세력의 텃밭 지역인 것, 사회당을 지지하는 전일본 자치단체 노동조합(자치노)의 영향 등이 있다는 주장이지만 억측이나 억지 주장이라는 지적도 많다. 1월 28일 산케이 신문은 1면 칼럼란에서 사회당이 야당 시절 자위대 폐지를 공약한 사실을 들어 비판하였다. 일본 국내 비판은 일본계 자본의 영자지와 해외 언론에도 전해졌다. 비판 내용상으로는 초동 대처를 넘어서 복구에 착수하기까지 기간 전체를 대상으로 한 것이 있었거나, 자위대의 출동명령이나 발생부터 수 일 간 수상을 리더십 문제에 중점을 둔 내용도 있었다. 다만 지진 발생 당시 내각은 자사사 연립 정권이었으며, 사회당은 자위대의 존재를 합헌이라 인정했다. 또한 오자와 기요시 국토청 장관과 나중에 진재대책담당상에 임명된 오자토 사다토시 모두 자유민주당 소속 국회의원이었다. 당시 운수대신이었던 가메이 시즈카는 "자위대 출동이 늦어진 것은 사회당 정권 때문이라고 비판받았지만, 이건 맞지 않는 말이다. 우선 자위대를 인정하고 있었고, 이를 운용할 대신은 자유민주당이 쥐어잡고 있었기 때문이다. 곧바로 자위대를 출동시키러 하였으나, 당시 법적으로는 지자체의 요청이 없으면 나갈 수 없어 대기시켰다. 실제 출동은 요청이 들어온 오전 10시가 되어서야 가능했다. 당초 부흥계획은 대략 4년, 빨라야 3년은 어려울 것 같았지만, 무라야마씨는 "즉각 부흥이다. 돈을 아끼지 말아야 한다. 2년 계획으로 하겠다."라고 말했다. 이엔 모두가 깜짝 놀랐다. 그 뿐만이 아니었다. "부흥에 임해서는 원래의 항구로 돌아가지 않는다. 새로운 대형 항구로 한다."라고 말했다. 망가진 것을 원래대로 되돌리는 것이 아니라, 더 좋은 것으로 만들어 버리자는 것이었다. 무라야마씨는 담당자에게 모두 맡기고 책임은 자신이 진다는 각오를 하고 있었다. 그 후의 부흥 모습을 보면 무라야마씨의 공적은 분명하다."라고 말했다.
무라야마 총리는 1997년 8월 열린 인터뷰에서 아래와 같이 말했다.

야마카와: "예를 들면 미국의 시의회 의원이나 고베시의회 의원의 경우 우리의 조사에 의하면 그들이 선거를 꽤 강하게 의식하고 행동한 것이 밝혀졌습니다. 그건 정치인이라면 당연하다고 할 수 있는데 선생님의 경우는 어떠셨습니까?"
무라야마 총리: "나는 선거를 전혀 생각하지 않았습니다. 다시 생각해서는 안 된다고 생각했습니다. 총리로서 일에 전력을 다해야 한다고 생각했습니다."
야마카와: "(중략) 확실히 위기관리의 목적은 일차적으로는 주민과 시민을 확실하게 구제하는 것으로, 정치적인 목적과는 구분해야 할 것입니다. 하지만 말은 서툴지만 '심볼릭 유스 오브 파워' 같은 것이 있지 않을까요. 즉, 수상과 같은 높은 지위에 있는 사람들의 행동은 국민에게 인상 깊은, 상징적이고 암시적인 작용을 끼친다는 것입니다. 그 행동으로부터 이재민들을 친절하게 걱정해 주고 있구나, 라고 국민들이 직감적으로 이해할 수 있는 행동 말이죠. 거기서 나오는 수상과 정부에 대한 신뢰감. 그 신뢰감이 수상을 지지하는 여당의 선거에 있어서 지지와도 연결되어 득표수를 늘릴 수 있어도 상관 없다라고 생각합니다만......"
무라야마 총리: "뭐, 그런 일이 있었을지도 모릅니다... 재해지에서 양 폐하의 병문안 태도가 훌륭한 것에 정말로 감복했습니다만, 저의 경우 현지에 가서 이재민들을 병문안 했을 때 아무래도 매스컴 관계자들의 분위기가 좋지 않았고, 무언가가 가혹한 느낌을 맛보았던 것이 생각났습니다... 방문한 피난소가 널빤지 방으로, 이재민 여러분들이 의자에 앉아 게셨으므로 엉거주춤한 자세로 위로의 말을 전했는데, 신문 등에서는 "고압적인 자세였다"라고 보도하거나 해서 어려운 것으로 느꼈다는 그런 일도 있었습니다..."— 야마카와 가쓰미, "한신·아와지 대진재에서 무라야마 총리의 위기관리 리더십", 간사이 대학 법학논집, 47권 5호, 1997년 12월

또한 2006년 오이타 합동 신문이 오이타 대학과 공동으로 실시한 연재계획인 "내일을 지킨다 -방재입현 목표의 해-"에서는 방재 책임에 대해 다음과 같이 말했다.
피해 지역과의 통신망이 두절되어 아무도 정보를 알아내지 못했다. 당시 관저에는 24시간 근무하며 재해나 사고에 대응하는 기구나 시스템이 없었다. 미국과 같이 인구나 지형, 산업분포 등으로 컴퓨터로 지진 피해를 상정해 대응하는 구조도 없었다.
국가 행정으로써는 인명 구조가 우선이었다. 관저가 즉각 피해를 파악하고 손을 써야 했지만 그런 대지진이 일어날 줄은 상상도 못했다. 돌발적인 대재해에 긴급 대응할 수 있는 행정 구조 자체가 없었다. 초동 대응이 늦었다고 책망당해도 변명의 여지가 없었다.— "내일을 지킨다 -방재입현 목표의 해- 제5부 행정의 역할 당시 총리 무라야마에게 묻는다", 오이타 합동 신문

무라야마 총리는 2012년 발간한 회고록에서 다음과 같이 말했다.
그 지진이 일어났을 때, 나는 공저에 있다가 아침 6시 NHK 뉴스를 보았다. 톱뉴스는 야마하나씨가 국회 교섭단체를 나왔다는 소식이었다. 고베의 영상은 나오지 않아 지진이 있었던 교토 등 두세 군대가 보도되고 있었다. 진도는 5라든지 6이라고 말하고 있었다. 고베가 피해는 컸지만 통신기기가 망가져 연락을 할 수 없었던 모양인지 전혀 정보가 들어오지 않았다. 나는 즉시 교토의 지인에게 연락했는데, "진도는 매우 컸지만, 다행히 피해는 없었다"라고 하니 그것은 매우 다행이라고 안심했다.
그러자 잠시 후 재해를 담당하는 비서관으로부터 전화가 왔다. (중략) "고베 쪽에 지진이 있었습니다. 매우 큰 것 같습니다. 아직 확실한 정보가 없는데 매우 큰 피해가 났다고 합니다."라고 보고했다.
(중략)
당시에는 이러한 재해 시 정부의 대응이 제대로 정비되지 않았다. 총리관저에는 24시간 대응하는 시스템은 없었고, 담당 국토청에는 당직제도도 없었다. 고베와의 연락도 점심 때가 다 되어서야 가능했다. 대응이 늦었다고 하면 변명의 여지가 없다.

당시 일본 후생성은 2월 초부터 국립병원에 의사, 간호사, 사례담당자 등을 현지에 파견하여 재해지의 의료 측명을 지원하기 시작했다. 이에 대해서도 각지의 국립병원 직원(의사, 간호사 등)이 지진재해 직후부터 현지 봉사활동을 희망했으나 후생성이 즉시 이를 인정하지 않아 현지 재해파견이 지연되었다는 비판이 있다.
일본이 지진 다발지대임에도 불구하고 앞에서 언급한 것처럼 피해 지역의 상황을 파악할 수단이 제대로 마련되어있지 않았고, 위기관리체제 결여와 종적관계행정이라는 행정상 여러 문제가 발생했다.
무엇보다 정부의 초동 대응이 빨랐어도 지진피해규모는 큰 차이가 없었을 것이라는 의견도 있다. 방재과학기술연구소 이사장인 오카다 요시미쓰는 사망자의 60%가 목조 가옥의 붕괴로 인한 압사로 그 중 80%가 오전 6시 안에 사망하는 등 대부분이 즉사했다고 밝혔다. 1965년대 이전 건물들의 붕괴가 많았고, 1960년대 후반 건물은 대파, 1970년대 이후 건물은 피해가 적었기 때문에 모든 건물이 1981년 신내진설계법에 따라 건축되었다면 사망자는 200-500명 정도였을 것이라는 추측도 있다.

### 자위대와 미 해군의 원조
출동한 자위대도 교통 정체나 이재민이 북적거리는 등의 이유로 부대의 이동·집결·숙영지의 조영에 시간이 걸려 현지에 도착한 LO(연락장교)가 상황을 파악하고 나서야 대규모 재해 파견 부대가 현지에 전개되어 구조 활동을 개시하기까지 3일이 걸렸다. 다만 정치적 판단에 3일이 걸린 것은 아니다.
가장 먼저 구호체제를 구축한 요코스카 해군 시설의 미 해군 제7함대는 "함정을 고베항에 입항시키고 헬기를 통해 부상자를 구조"하자고 정부에 건의했으나, 고베의 수용체제 미정비, 정치적 이유, 접안시설 피해로 인한 위험성 등의 요인으로 거부되는 사태가 일어났다. 하지만 이 반응이 특별한 것은 아니어서 당초부터 각국의 지원요청에도 일본 정부가 대응하지 못하고 있었다. 미국 정부는 항공모함 인디펜던스의 원조를 제의했으나, '현재 시점에서는 담요나 물 같은 것이 긴급하다'는 판단에 따라 일본 정부는 이 제의를 거부했다.

### 해외의 반응
지진으로 대한민국의 대통령 김영삼은 수많은 피해가 발생한 데에 애도와 위로를 표한다고 발표했다.

## 지진의 영향

### 보도, 인터넷, 통신

#### 텔레비전 및 라디오
지진재해 정보가 언론에서 크게 다뤄져 지진 발생 후 약 3일간 텔레비전과 라디오에서는 거의 모든 채널이 특별보도체제로 들어가 지진 관련 특별보도만 나왔으며, 텔레비전 광고(CM)도 거의 나오지 않았다. 다만 지진 발생 후 약 2-3시간 동안 각 언론사가 모두 지진 정보를 제대로 파악하지 못해 행정기관이 초동 대처가 늦어지게 되었다. 긴키 광역권 바깥의 텔레비전은 큰 피해가 일어났다는 게 밝혀진 17일 이후에야 크게 보도되어 보도특별프로그램이 방송되었다.
아래는 대표적인 텔레비전 및 라디오의 지진 당시 동향이다.
- 오사카의 MBS 라디오(마이니치 방송 운영)에서 이른 아침 방송하던 프로그램인 "안녕하세요 가와무라 류이치입니다"(おはよう川村龍一です)에서는 당시 아시야시에 살고 있었던 가와무라 류이치가 택시를 타고 마이니치 방송국으로 향하면서 리포트하였다. 당시 류이치는 "한신 고속도로(3호 고베선)가 바닥에 떨어졌네요"라고 말했다. 당시 가장 빨리 고속도로 교각 붕괴를 전했던 방송으로, NHK이나 기타 민영방송은 8시 49분이 넘어서야 처음으로 헬리콥터를 통해 붕괴된 고베의 고속도로 영상이 방송되기 시작했다.[139]
- 오사카 아사히 방송(현 아사이 방송 테레비)는 지진 발생 당시 TV 프로그램 "좋은 날씨입니다"(おはよう天気です) 생방송을 하고 있었으며, 지진 발생 순간 스튜디오가 흔들리는 장면이 포착되었다. 오사카 민영방송국 중 유일하게 지진 당시 생방송을 진행하던 프로그램으로 지진 당시 생방송 장면은 아사히 방송에서만 송출되다 지진 25년 후인 2020년 1월 인터넷으로 공개되었다.[140]
- NHK 종합 텔레비전은 지진 발생 당시 오전 5시 55분 방송 시작 전이었지만 오전 5시 49분부터 긴키 블록에서 "NHK 안녕 뉴스 긴키"를 맡던 미야타 오사무 아나운서가 오사카 방송국으로부터 지진 정보를 받아 방송했으며,[141] 5시 50분에는 수도권 전용으로 1분간 방송된 기상정보[142] 이후 5시 51분부터 무라카미 노부오 아나운서가 지진정보를 보도했다.[143]
- NHK 교육 텔레비전과 NHK-FM방송은 며칠동안 피해 지역 시청자를 위한 안부확인정보방송이 처음으로 방영되기 시작했다. 이 방송은 현재까지도 각 지역에서 재해가 일어났을 때 방송되고 있다.[144]

오사카시에 본사를 둔 긴키 광역권, 긴키 현역권의 각 민영 방송사들도 지진으로 피해를 입었지만, 방송 송신은 가능한 상태로 큰 피해를 입지는 않아 지진 후에도 방송을 계속하였다. 당시 오사카의 각 텔레비전과 라디오 방송국은 지진 발생 이후 수 시간 동안 통상 방송대로 텔레비전 광고(CM)도 방송되고 있었으나 마이니치 방송의 라디오는 오전 8시부터, 텔레비전은 오전 8시 30분 모닝 Eye(TBS 제작) 송출서부터, 아사히 방송 텔레비전은 정오 방송부터 CM을 전면 송출 중지하기 시작했다. 긴키권 이외의 도쿄 본사 등에서는 광고가 정상 송출되었지만 마이니치나 아사히 방송 등은 텔레비전 화면 가장자리 부분에 이재민을 위한 중요 인프라 관련 안내를 전달하는 정보를 송출하였다. 이 방송은 지진 발생 당일부터 다음날까지, 일부 지방 방송국은 다다음날까지 이어졌다.
고베시에 본사를 둔 독립방송국인 선 TV는 1월 17일부터 22일까지 총 106시간 28분동안, 독립 라디오 방송국인 라디오 간사이는 1월 17일부터 20일까지 69시간 연속(24시간 방송을 하지 않음)으로 광고 없이 특별방송을 진행하였다. 하지만 대부분의 주요 방송국인 간토 광역권 방송국 등은 지진이 일어난 지 시간이 지나자 점차 정상 방송 체제로 돌아갔고 가끔 뉴스나 와이드쇼 등은 "지진 2주 이후", "지진 1개월 후", "지진 2개월 후" 등 주요 고비마다 지진 피해 지역 상황을 전하는 생방송 르포를 보도하여 이재민에게 응원이나 기부금을 호소하는 방송을 진행하기도 하였다. 그러나 주요 시점 이외에는 지진 관련 정보 송출이 전국권에서 긴키권으로 줄어들었으며 지진 발생 2개월 후인 3월 20일 일어난 도쿄 지하철 사린 사건에서는 그 경향이 가속되었다.

#### 신문
고베 신문사는 지진으로 본사 사옥이 완전히 붕괴되었다. 신문 편집용 컴퓨터 시스템(CTS, 회사 내에서는 '호스트 컴퓨터'라고 부름) 기기와 전용 고압 발전기 등이 완전히 파괴되어 신문 편집을 하지 못하게 되었지만 전년도에 교토 신문과 체결한 재해시 상호원조협정을 이용하였다. 지진 당일 오전 8시경 연결된 전화로 정보를 보내고 타 사원을 교토신문사로 파견하여 교토신문사 사원과 함께 좌우 양면 4페이지 석간을 편집해 제작하였다. 인쇄용 원판 필름은 교토 신문의 하청인 운송회사 사원이 오토바이를 이용하여 6시간만에 고베시 니시구의 인쇄공장까지 수송해 당일 19시 31분 석간 발행에 성공, 20시경에 인쇄를 모두 끝마쳤다. 이후에도 교토 신문사에 사원을 파견하여 신문 제작을 이어나갔지만 일본 전역의 신문사와 거래처의 전면적인 지원으로 지진 10일 후에는 일부 신문 시스템을 제가동하는데 성공했다.
데일리스포츠 신문은 닛케이신문과 관련 회사의 지원을 받아 도쿄에서 신문 지면을 편집해 제작하였다.

#### 인터넷, PC통신 및 휴대전화
당시 일본의 인터넷 환경에서 상용 및 개인의 인터넷 이용은 막 시작되고 있는 상태였고, 또한 전화 회선도 다른 인프라 설비와 마찬가지로 지진으로 큰 피해를 입었고 인터넷 회선도 끊긴 곳이 많았다.
지진으로 피해를 입은 간사이 네트워크 상호접속위원회(WINC)나 SINET의 인터넷 통신망은 네트워크 경로 설정 변경 등을 통해 지진 다음날까지 일부 지역에서 인터넷을 복구하였다. 이후 고베시 외국어대학에서 적극적으로 정보를 송신하여 일본 국내외 매스컴에도 보도되었다. 이보다 먼저 나라 선단과학기술대학원대학에서도 지진 당일부터 정보를 송신하기 시작했다.
대기업의 PC통신 네트워크(니프티 서브나 PC-VAN 등)은 무료로 접속할 수 있는 "지진정보" 코너를 임시로 개설하여 지진 당일에만 수천건의 안부 메시지가 오갔다. ISP의 액세스 포인트가 변경되어 접속 상황이 안 좋은 지역에서도 접근할 수 있는 PC통신의 이점을 활용하였다.
일본전신전화(NTT)가 일본문자방송 기능을 제공해 지진으로 발생한 사망자 명단을 인터넷에 공개하는 등 여러 기업이나 단체가 인터넷이나 뉴스그룹을 이용해 정보를 송출하였다. 이후 일본에서 컴퓨터 네트워크의 상용화 및 개인 이용이 가속화되었다.
지진이 일어난 지 수십년이 지난 현재에는 일반인 사이에게 널리 보급된 휴대전화도 1995년 지진 발생 당시 효고현의 휴대전화 보급률은 4.0%로 매우 낮은 편이었다. 지진 발생 초기에는 이용자가 적어 일반 유선전화보다 연결이 쉬웠지만, 지진으로 일부 기지국이 피해를 입고 피해지역 밖에서 휴대전화가 대량으로 반입되어 사용량이 급증하자 회선 폭주 상태에 빠졌으며 휴대전화 배터리도 당시에는 기술이 떨어져 배터리가 금방 바닥나 사용할 수 없는 경우도 많았다. 취재하는 기자도 휴대전화를 소유한 사람은 거의 없었고 보도 내용은 거의 다 현장에서 메모해서 취재거점으로 돌아와 팩시밀리로 보내는 경우가 대부분이었다.
imode, EZweb, J-SKY(현 야후! 휴대폰) 등 각 휴대전화에 내장된 통신사별 IP 접속 서비스는 일본에서 1999년부터 사용화되었고, 단문 메시지 서비스(SMS)도 PHS에서 1996년부터, 휴대전화는 1997년부터 서비스하기 시작하는 등 지진 발생 당시에는 전부 없는 기능으로 휴대전화는 오직 통화만 가능했다.

#### 폭력단 관련 보도
행정부의 구호나 구조 노력은 뒷전으로 밀려났음에도 여러 민간조직이나 단체, 특히 종교단체나 보료쿠단(폭력단)이 지진 피해 현장에서 구조하거나 지원한 활동은 여러 단체의 선전으로 이어질 수 있다는 이유로 일본 내 매스미디어에서 거의 보도되지 않았다. 그 중 재팬 뉴스 네트워크(JNN, TBS 텔레비전 계열)가 지진 3일차인 1월 19일 방송한 JNN 뉴스에서 고베시에 본거지를 둔 일본 최대 광역지정폭력단인 야마구치구미 총본부가 비축하고 있던 대량의 식량을 현지 주민에게 기부하는 모습을 "주민들의 고통스러운 선택"이라고 보도하였다. 야마구치구미는 석유 난방기를 싣은 트럭을 마련하여 매일 주민들에게 식사를 제공하는 등 다양한 이재민 지원 활동을 펼쳤다. 여러 언론사는 야마구치구미를 선전하는 것처럼 보이지 않도록 신중히 보도하였다.
영국, 미국 등 일본 외 해외 언론사들도 뒤따라 보도하였으며, 영국의 BBC는 "정부의 구조작업은 지지부진한 가운데 현지 마피아(야마구치구미)가 구조 활동을 펼치고 있다"고 보도하였다.

### 문화 및 스포츠
다카라즈카 가극단의 본거지인 다카라즈카시의 다카라즈카 대극장도 지진으로 큰 피해를 입었다. 1992년으로 준공한 지 3년밖에 되지 않았지만 지진으로 벽에 균열이 갔고 대극장 내 소화용 스프링클러가 오작동해 좌석이 완전히 젖기도 하였다. 약 2개월 반동안 공연을 진행할 수 없어 안주 미라의 은퇴 공연인 "가나시미노코루도바/메가비전"도 상연 도중 공연이 중지되었다. 3월 되어서 "국경 없는 지도"가 되어서야 공연을 재개하였으며, 같은 달 안주의 공연은 극장 히텐(현 우메다 예술극장)에 열렸다.
고베 국제회관도 지진으로 파괴되어 예정되었던 공연은 중단되거나 장소를 옮겨야 했다. 1995년 12월 고베 하버랜드의 공터를 이용해 가설 공연장인 "고베 국제회관 하버랜드 플라자 홀"을 완공하면서 고베에서의 공연이 본격적으로 재개되었다.
한신 경마장과 한신 고시엔 구장도 지진으로 일부 붕괴되는 피해가 있었다. 앵화상과 다카라즈카 기넨의 기념경주도 교토 경마장으로 이동하여 진행하는 등 대체 경마장으로 이동하였다. 그 해 열릴 예정이었던 오사카 국제 여자 마라톤과 KIX 이즈미 국제 마라톤도 개최가 취소되었다. 4월에 열릴 예정이었던 TI 서킷 에이다(현 오카야마 국제 서킷)에서 열릴 예정이었던 F1 퍼시픽 그랑프리도 개최가 10월로 연기되었다. 그 해 열릴 예정이었던 장애인 스포츠 효고-한신 대회도 취소되었다.
전일본 프로레슬링은 지진 이틀 후인 1월 19일 오사카 부립 체육회관에서 열릴 예정이었고 논쟁이 있었으나 당일 프로레슬링 회장을 개방하고 닛폰 TV 방송망에서 중계할 예정이었던 전일본 프로레슬링 중계 30도 녹화를 중지하고 무료로 송출하였다.
1월 21일 롯코 아일랜드에서 개최할 예정이었던 일본 육상 경기 선수권 대회 남성 20 km, 여성 20 km 경보 경기가 중단되어 2월에 지바시로 옮겨 개최하였다. 12년 후인 2007년에는 노토반도 지진으로 경기 개최 예정지였던 이시카와현 와지마시가 지진 피해를 입자 롯코 아일랜드로 옮겨 대체 개최되었다.
제67회 선발고교야구대회(춘계 고시엔)은 개최를 취소해야 한다는 주장이 많았으나 응원가 등 음악과 악기 연주는 하지 않고 계획대로 야구경기를 진행했다.
산토리에서는 이 해 열릴 에정이었던 산토리 레이디스 오픈 경기를 중단하고 그 대신 개최 비용을 고베시 소방국에게 기부하여 소방 펌프, 펌프차, 동력차 등을 기증하였다.

### 백화점

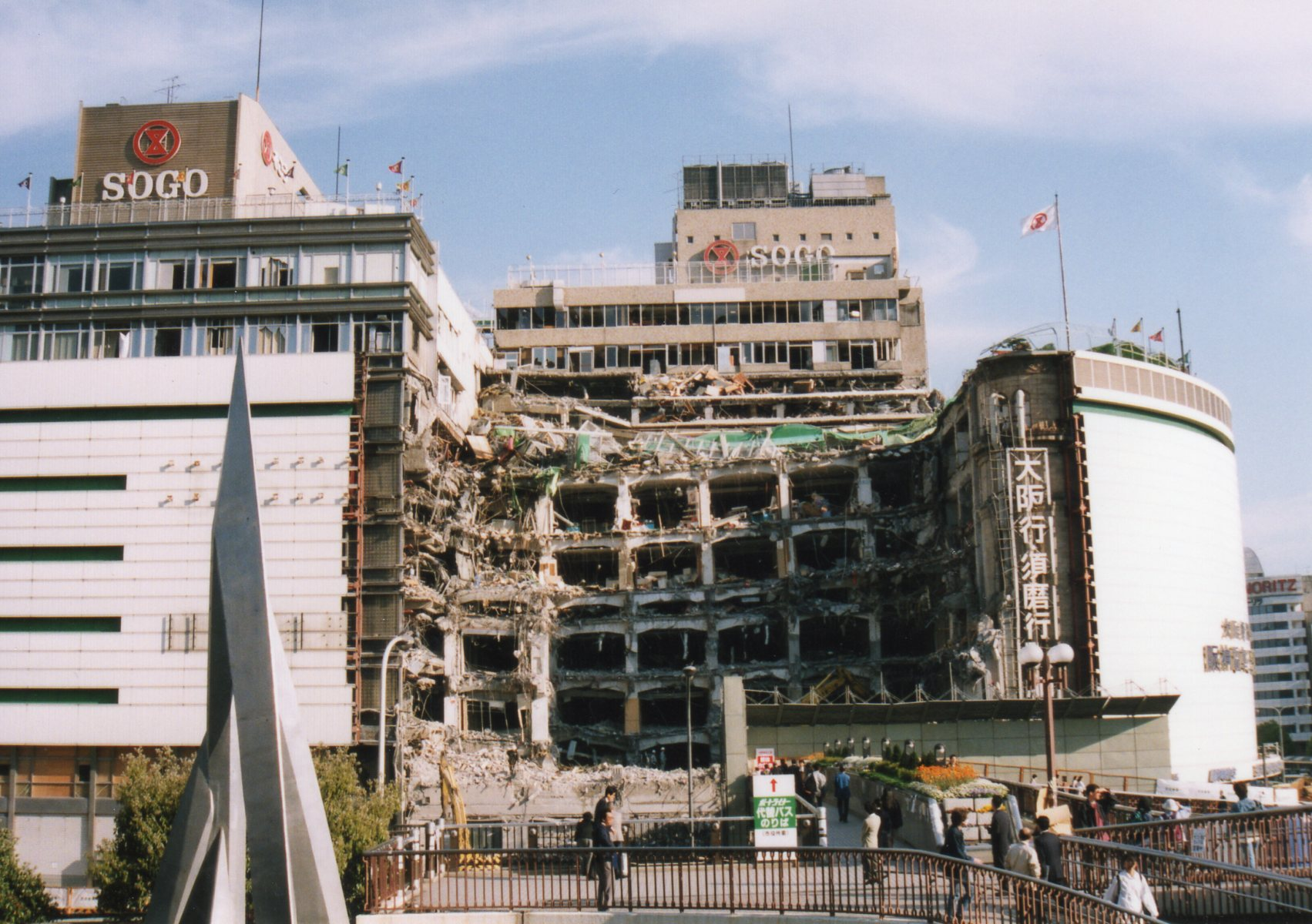
지진으로 반파된 소고 고베점의 모습.

소고 고베점도 지진으로 본관이 반파되어 붕괴, 백화점 건물을 해체하고 나서 재건설하여 1996년 4월 28일 재오픈하였다. 다이마루 고베점도 본관 3층이 붕괴되어 해체 후 신 백화점 건물로 재건하였다. 전면 개장 후 1997년 3월 재오픈하였다.
산노미야 한큐는 백화점이 있던 고베 한큐 빌딩 동관 위층이 완전히 붕괴되어 해체 철거하기로 결정되었고, 지진 발생 5일 후 폐점하였다. 이와 별개로 1992년 고베 하버랜드에 개점한 umie 사우스 몰의 고베한큐는 큰 피해가 없어 지진 3달 후인 4월 26일 재개장하였고, 2012년 자리를 옮겼다. 소고, 다이마루, 한큐나 아래의 미쓰코시와는 달리 개별 점포가 입주한 방식의 백화점인 고베 데파토도 지진으로 폐점하였다.
지진이 일어난 고베와 거리가 있는 오사카에서도 기타하마에 있는 미쓰코시 오사카점 본관이 지진 피해를 입어 해체하면서 매장 면적이 크게 줄어들었다. 결국 2005년 폐점하였다.

### 인구 변화
지진이 일어나기 직전인 1995년 1월 1일 기준 고베시의 추계 인구는 152만 365명이었다. 같은 해 10월 1일 시행한 지진 이후 첫 인구 조사에서는 추계 인구가 142만 3792명으로 지진 재해 사망자 4,571만명을 넘는 약 10만명의 순감소가 발생하여 교토시보다 인구가 더 낮아졌다. 2004년 11월 1일 추계 인구가 152만 581명으로 지진 발생 이전 인구는 9년 10개월이 되어서야 회복하였다.
구별로 볼 경우, 지진 이전보다 인구가 증가한 곳은 롯코 산지의 2개 구(기타구, 니시구)와 연안 동부 3개 구(히가시나다구, 나다구, 주오구) 뿐이며 연안 4개 구(효고구, 나가타구, 스마구, 다루미구)는 현재까지도 지진 이전 인구로 돌아오지 못했다. 특히 나가타구는 지진 이전보다 여전히 인구가 3만명이 더 적은 등 지역별로 복구 수준의 격차가 컸다.

### 석면 및 잔해
지진으로 붕괴되거나 큰 피해를 입은 건물에 사용되었던 물질로 중피종을 일으킬 수 있는 1급 발암물질인 석면이 다수 누출되었고, 지역 주민이나 작업자, 자원봉사자 등 구조 및 복구 작업에 참여한 사람들이 다수 흡입하여 영향을 미쳤다.
지진으로 피해를 입어 해체된 건물은 11만 6천동이며 이를 해체하면서 발생한 산업폐기물의 양은 1995년 12월 31일 시점 약 1,450만 톤이다. 1987년부터 조성된 해안 매립지인 오사카만 피닉스 계획의 해안 광역쓰래기매립지에서 약 262만 톤의 폐기물 쓰래기를 매립하였다.

### 범죄 행위
피해 지역의 폭력단이 구조 활동을 하기도 했지만, 지진을 틈타 재해지원금을 부당하게 받거나 건설 회사에게 공사 수주를 요구하는 등 청탁 행위가 일어나기도 하였다. 일본 경찰은 폭력단의 범죄행위를 예상해 이동폭력상담차를 사용하여 "순회폭력상담소"를 개설하는 등 임시대책을 세웠다. 또한 폭력단 관계자와 건설회사를 이용해 부실 공사를 하는 경우도 있었다.
지진 이후 성범죄 발생 횟수가 증가했다는 정보도 나왔지만 이를 유언비어라고 보는 사람들도 있었다. 효고현의 강간범죄 발생 횟수는 전년과 비교해 큰 차이가 없었으며, 강제추행 사건 횟수와 절도 사건의 발생 횟수는 전년도보다 더 감소하였다. 다만 성범죄는 신고 자체를 꺼리는 경향이 있으며, 신고하더라도 2차 피해를 당하는 일이 많아 신고 횟수 자체가 낮은데다 지진이라는 재해에서 대피소 내에서의 특수 환경으로 강간이나 치한 범죄가 다수 있었다는 증언이 나오기도 하였다.
지진 발생 직후인 1월 19일과 1개월 반 후인 2월 26일에는 간사이 지역에서 교토부 가메오카시의 가메오카 단층에서 진도7급의 여진이 일어날 것이라는 유언비어가 유포되어 가메오카시 지역의 여러 상점이 임시 휴업을 하거나 사재기 현상이 일어나는 등 여러 혼란이 빚어졌다.
지진 재해로 피해를 입은 지장보살 등의 여러 물건을 훔쳐 전당포에 맡겨 현금화한 인물이 효고현경에게 절도죄로 체포되는 일도 있었다.

### 재해 보도 문제

#### 보도 윤리 문제
한신·아와지 지진에서의 보도 방식으로 향후 재해 보도 방식의 방향에 대한 논의가 이어졌다. 오사카 지역의 준키국 방송인들은 한신 지역 거주자가 많았고 방송인 본인도 지진 피해를 입은 주민이었기 때문에 취재 대상자인 이재민을 향한 사생활을 파고드는 취재 방식이 올바른 것인지에 대한 자문자답이 많았고 방송인들의 회고에도 비슷한 회상이 많았다. 재해 발생 당시에도 요도강을 사이에 두고 오사카부와 효고현 사이에서 사태 중대성을 인지하는 데 시간이 걸려 취재에도 문제가 있었다.
미디어 연구자의 관점에서도 한신·아와지 지진으로 "피해 보도인가, 안심보도인가"라는 논점이 나왔는데, 지진 발생 이후 피해 상황이 커지는 가운데 주요 방송국이 "만약 이번 지진이 도쿄에서 일어나면 어떻게 될까", "도쿄에서 일어난 지진이 아니라 다행이다"라는 보도를 많이 내보내어 큰 비판을 받았다. 전 NHK 기자이자 저널리스트인 기무라 다로는 텔레비전에서 비추기만 할 수 없는 사건이 일어나고 있다며 구조가 우선이란 시각이 있지만, 텔레비전은 강한 힘을 가지고 있으며 텔레비전에서 내보내는 해설도 의식은 필요하지만 그 해설의 시기에 문제가 있었다고 말하기도 했다.

#### 과잉 취재 문제
지진 보도 과정에서 나타난 보도윤리 문제 중 하나로 과잉 취재 문제가 있었다. 지진 발생 직후 여러 매스미디어가 항공 취재 활동을 시작해 지진 직후부터 항공 영상을 통해 총리관저 등 피해 지역 밖의 사람들이 지진 피해 상황을 빠르게 파악할 수 있었지만, 헬리콥터 소리로 무너진 건물에 깔린 이재민의 소리를 듣지 못해 구조대의 초기 구조 활동에 큰 방해가 되었다는 비판도 이어졌다. 월간 Wedge 편집장인 오에 노리요는 고등학교 시절 고베시 히가니사다구에 살고 있었을 때 지진이 왔었을 때의 경험을 말하면서 "방송사 각 사가 영상을 경쟁하듯이 줄줄 서로 송출하면 무슨 도움이 되는가? 1지구당 1개 방송사로 조정해 찍고 나서 떠나 주었으면 하고, 주택 붕괴 현장에서 구조대에게 담요나 시트로 눈을 가리게 하는 인력을 붙여두는 것도 불필요하다"라고 비판하였다.
1995년 2월 7일 중의원 지방행정위원회에서 전문정보를 가지고 과잉 취재 문제가 거론되었다. 이후부터 간사이 방송국들은 대재해가 일어날 때 헬리콥터 비행 수를 서로 상호 조정해 제한하고 한 곳에서 촬영한 영상을 공유하는 일종의 대표취재를 하는 방안이 검토되었다.

## 지진 이후 변화

### 소방, 구조, 의료 분야
한신·아와지 대진재에서 구조 활동을 진행하면서, 이 당시 구조 진행 경험을 통해 일본 전국 공통 소방무선전파를 증파하였고, 도쿄 소방청은 소방구조기동부대를 세웠으며 요코하마 소방국은 구조기동중대(현 특별고도구조부대)를 창설하는 등 전국 소방응원체제로 긴급소방원조대(소방)와 광역긴급원조대(경찰)을 세워 전국 단위 구조 작전을 정비하는 계기가 되었다.
또한 일본의 소방조직은 기초자치단체 단위로 편성, 운영하고 있었으나 한신 대지진 이후 소방 광역동원지휘, 통신, 장비 등 많은 문제가 발생하여 이를 개선해야 한다는 목소리가 높아졌다. 하지만 2009년 기준 지역권 수준의 광역 대재해 소방, 구조활동 지휘조직은 재해가 발생한 이후 설치되는 임시조직이며 상설조직으로 평상시부터 대규모 재해대처계획을 실행하는 단계로 들어오진 못했다.
2005년 4월에는 한신·아와지 대진재에서의 의료 분야 정비를 위해 재해의료파견팀(DMAT)이 수립되었다.

### 자위대
1995년 3월에 일어난 도쿄 지하철 사린 사건과 함께 자위대의 위기관리기능이 주목받으면서 일본 국민 내 자위대에 대한 호감도가 지진 이후 급격히 늘어났다. 자위대 방위청은 평시에 있어 유사시를 대비하는 광역위기관리관청으로 대재해가 발생할 때 자위대를 통한 위기관리기능을 강화해야 한다는 의견도 나타났다.
도로가 토막토막 끊겨 있을 경우 소방차가 피해 지역으로 쉽게 접근할 수 없는 경우가 많아, 헬기를 이용해 잔해제거차, 소방차를 메달아 공수하는 방법도 생겨났다. 또한 소화수 하수관 파열에도 대비해 수백억엔이 넘는 방화수조를 일본 전역에 설치하는 것보다 자위대가 가지고 있는 대형수송헬기 40여기로 물을 담은 컨테이너를 메달아 공수하여 소화 활동을 지원하는 방법도 생겨났다.
자위대가 보유하고 있는 CH-47 치누크 헬기는 1기에 수십억 엔으로 매우 고가라 자위대의 CH-47 헬기를 대형 헬리콥터를 구입할 수 없는 개발도상국의 지진재해 현장에 파견하여 도움을 주고 있기도 하지만, 재정 문제로 일본 내 기초자치단체 차원에서 구입하기는 매우 어렵기도 하다.

### 내진 보강 및 기존부적격
한신·아와지 대진재에서 큰 피해가 일어났던 이유는 오래된 목조지붕을 가진 주택이 많았기 때문이었지만 그 밖의 이유 중 하나로 긴키 지방의 세토 내해 해안가는 지진 발생이 일본의 다른 지방보다 더 적었던 점도 있었다. 일부 지진 전문가들은 작은 규모의 지진도 일어나지 않아 땅 속에 에너지가 계속 축적되고 있었으며, 이 때문에 지진이 발생할 경우 그 규모도 더 커질 위험성이 있다고 주장했다.
하지만 1916년 아카시 해협 부근에서 일어난 규모 M6.1의 지진 이후 약 80년간 뚜렷한 지진 활동이 없어 "긴키 지방은 지진이 적다. 만약 일어난다 해도 그리 큰 지진은 아닐 것이다"라고 하는 '실체험담' 과신이 "긴키 지방에서는 지진이 일어나지 않는다"는 오해로 확산되거나 지진 자체를 의식하는 사람이 적어지면서 전문가의 지적을 받아들이는 사람도 적었다. 하지만 역사적으로 긴키 지방에는 큰 지진이 여러 차례 일어났다. 가부키 중 하나인 "지진가토"의 줄거리는 도요토미 히데요시의 노여움을 샀던 가토 기요마사가 1596년(게이초 원년) 9월 일어난 게이초 후시미 지진이 일어났을 때 후시미성에서 도요토미를 업고 도망치는 이야기이다. 고베 지역은 지진예지연락회에서 관측강화지역으로 지정되어 있기도 했다.
이전까지 대지진은 태평양판이나 필리핀해판이 일본 해구나 난카이 해곡에서 유라시아판 아래로 미끄러저 섭입해 들어가다 판이 튕겨져서 일어나는 지진인 해구형 지진만 집중되었고, 내륙의 활단층의 단층 이동으로 발생하는 직하형지진은 그다지 주목받지 못했다. 실제로 판 경계 지역에 있는 간토 지방과 도카이 지방, 기이반도 지역은 대지진(사가미 해곡 지진, 도난카이 지진, 난카이 지진)이 일어날 가능성이 가장 높은 곳으로 방재 훈련과 건축물 보강 조치 등이 이루어졌다. 하지만 긴키 지방에서도 태평양 연안 지역인 미에현과 와카야마현과는 달리 세토 내해에 있는 오사카부와 효고현은 대비가 거의 없었다.
이후 빌딩과 같은 건축물을 건설하거나 보수할 때는 한신·아와지 대진재의 피해를 교훈으로 일본 어디서든 최저한도의 내진성은 반드시 갖추도록 변경되었다. 고가 교각 구조를 가진 고속도로나 일반 도로, 철도 등의 교각이 지진에 취약하다는 점이 알려지면서 행정 주도 하에 보강공사가 이루어졌다.

#### 건축기준법 개정
가장 중요한 문제였던 낡은 주택이 내진 설계가 아에 없어도 위법이 아닌 기존부적격 문제는 해결되지 않았다. 다만 1995년 건축물의 내진개수촉진에 관한 법률(내진개수촉진법)을 제정하여 오래된 건축물의 내진 설계 개조를 지원하였다. 또한 일본 소방청은 공공시설의 내진 설계 도입을 지도하고 있다. 하지만 한신·아와지 대진재가 일어났던 효고현조차 2003년 기준 공공시설의 내진화는 48.3%로, 도쿄도의 78.1%에 비해 매우 낮다. 특히 민간 회사나 주택, 맨션의 내진화율은 매우 낮다. 그나마 희생자가 거의 없던 공공시설은 내진화를 진행하고 있지만 희생자의 80% 이상이 발생했던 민간 건축물의 내진성 없는 목조주택은 내진 보강이 거의 이뤄지지 않고 있다.
무역의 기술적 장애에 관한 협정 제2조에 따라 강제적 규제는 필요한 수준에서 무역 제한 조치가 되어서는 안되며, 건축심의회는 이에 동조하는 내용의 답신서를 제출했다. 결과적으로 1998년 법개정을 통해 기술기준은 "성능규정화"가 되어가고 있다. 지진 국가로 구조역학에 기반하여 건축 재료의 질이나 형태 등을 규제한 기존의 이른바 '사양규정'에서 정형적인 내진 사양이나 국제적인 검증 방법을 통한 실질적인 내진 특성을 측정하는 '성능규정'으로 바뀌었다. 다만 이런 규정 변화는 규제 완화가 목적이지, 내진화만을 바라보는 개정은 아니다.

#### 내진 평가
건축기준법은 개정되었지만, 붕괴가 많았던 단독주택이나 저층 철근 구조물이 실제로 어느 정도의 내진성을 가지고 있는지 확인할 방법이 없었다. 이 때문에 효고현 미키시에 철근 콘크리트 6층 건물까지 실제 건물에 진동을 가해 내진성을 시험할 수 있는 시설인 E-디펜스가 건설되었다. 또한 내진 설계 시 시뮬레이션 데이터는 고베해양기상대에서 실제로 관측한 지진 파형을 사용하도록 변경되었다.

### 지진 관측
1995년 당시에는 도카이 지진의 전조 현상 관측 목적으로 간토, 도카이 지각활동 관측망이라고 하는 특정 지역의 지진관측망은 정비되었으나 한신·아와지 대진재가 일어난 지역 뿐 아니라 일본 전역을 망라하는 지진관측망은 존재하지 않았다. 따라서 효고현 남부 지진을 예측하거나 발생 매커니즘을 이해하기 위한 충분한 기초 데이터를 축적하지 못했다. 결국 지진 발생 후인 1995년 6월 16일 지진에 관한 조사연구를 추진하기 위한 법률인 "지진방지대책특별조치법"을 제정하여 일본 전역을 20 km 간격의 망으로 뒤덮은 지진계들을 모아 둔 고감도 지진관측망과 기반강진관측망을 정비하기 시작했다.

### 가스레인지 및 가스통 규격
한신·아와지 대진재로 나온 이재민이 피난 생활을 할 때 어디서든지 사용할 수 있는 이동식 가스레인지를 조리하는 데 사용했는데, 당시 가스레인지 및 가스통 규격은 1991년 7월 1일 JIS 규격(JIS S 2147 / JIS S 2148)에서 정확하게 제정되어 있지 않아 가스통의 크기와 규격이 엄밀하게 지정되어 있지 않았고 부품도 정확하게 지정되지 않아 메이커마다 서로 다른 크기와 규격의 가스레인지 및 가스통은 서로 호환되지 않았다. 이 때문에 이재민들끼리 가스통 규격이 달라 서로 빌려줄 수 없어 제조사 측에게 이를 항의하거나 가스통 규격을 통일해야 한다는 여론이 늘어났다.
이후로 1998년 2월 20일 일본공업규격 "카세트 풍로"(JIS S 2147), "카세트 스토브용 연료 용기"(JIS S 2148) 표준을 제정하여 가스통 규격을 하나로 고정시켜 모든 제조사가 서로 다른 제조사끼리의 가스레인지와 가스통을 장착할 수 있게 바뀌었다.

### 수도꼭지
지진 이전 수도꼭지들은 레버를 위로 올려서 물을 잠그는 "올림 멈춤식" 수도꼭지가 보급되어 있었으나 지진 이후에는 레버를 아래로 내려서 물을 잠그는 "내림 멈춤식" 수도꼭지가 보급되기 시작했다. 보급되기 시작한 수도꼭지 방식이 달라진 것이 지진 때문이라는 주장도 나왔지만, 일본벨브공업회는 구미에서 "내림 멈춤식" 수도꼭지가 광범위하게 보급된 것에 맞춘 것이라고 설명했다. 또한 일본공업표준조사회는 지진 대책을 포함한 세계적 관점에서 내림 멈춤식으로 통일한 것이라고 설명했다.

## 지진 추모

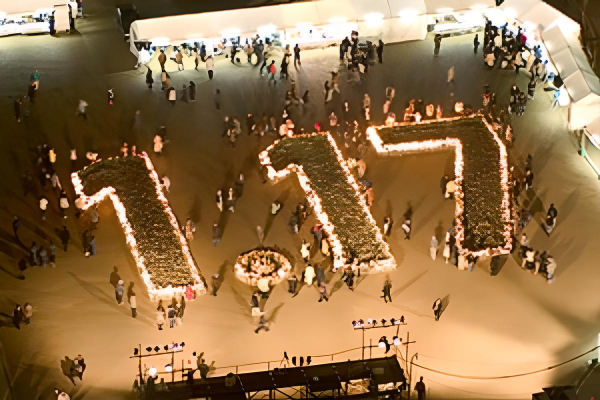
2005년 1월 17일, 고베시 히가시유엔치에서 1.17 한신·아와지 대진재 추모행사가 열린 모습.

한신·아와지 대진재의 기록과 기억을 남기기 위해 건설된 추모 시설에는 다음이 있다.
- 사람과 방재미래센터(人と防災未来センター) - 고베시 주오구 소재.
- 호쿠단 지진재해기념공원 - 쓰난군 호쿠단정(현재 아와지시 북부) 소재. 효고현 남부 지진의 진원 단층으로 단층 일부가 지표에 노출된 노지마 단층 보존관 옆에 같이 지어졌다.[193]
- 고베항 지진 메모리얼 파크 - 고베시 주오구 메리켄 파크 소재. 지진 당시 붕괴했던 메리켄 부두를 보존한 곳이다.

매년 1월 17일에는 일본 곳곳에서 추모 행사가 열린다.
- 고베시 주오구 산노미야 히가시유엔치 - 지진 발생 시각인 5시 46분과 그 12시간 전, 후인 오후 5시 46분에 묵념 행사를 연다.[p] 광장에는 6,000개의 "1.17" 글자처럼 생긴 등을 북쪽에 있는 고베시청 청사를 맞대서 전시한다. 매년 약간의 차이가 있지만 16일 저녁부터 다음 날인 17일 21시까지 촛불을 켜 놓는다. 이 행사를 진행하는 "한신·아와지 대진재 1.17의 모임"은 2019년부터 도쿄도 히비야 공원 안에서도 추모회를 치르기 시작했다.[194]
- 이타미시 고야이케공원 - 지진 발생 12시간 전인 16일 오후 5시 46분에 묵념행사를 가지고 지진 발생 시각인 17시 오전 5시 46분까지 촛불을 켜 놓는다.
- 고베 대학 - 학생들 중 가장 많은 사망자가 발생한 고베 대학에서는 매년 위령제를 열고 있다.[44]

또한 1995년부터 매년 12월에 진혼식, 추도식, 거리 부흥을 기원하는 고베 루미나리에가 매년 열리고 있다.

## 지진 20주년 정보 공개

### 한신·아와지 대진재 "1.17의 기록"
2014년 12월 9일, 지진이 일어난 지 20주년을 맞이하여 고베시는 지진 경험담과 교훈을 계승하기 위한 목적으로 지진이 일어났을 당시에 촬영한 사진을 개제한 한신·아와지 대진재 "1.17의 기록" 공간을 개설했다. 지진 직후에 촬영된 사진, 복구 작업이 진행중인 사진 등 주로 고베시 홍보과가 촬영한 약 14,700점 중 선정된 1,000여 점의 사진을 공개하였다. 방재 교육에도 활용할 수 있도록 주택 및 화제 분류를 지역별로 검색할 수 있게 하였다. 고베 교통센터와 같은 시내 주요 건축물의 복구 및 개축 과정을 촬영한 "정점 관측 사진" 코너도 있다. 사진은 일부를 제외하고 전부 크리에이티브 커먼즈 라이선스 CC-BY 2.1 JP로 공개하였으며 2차 이용이 가능하다.

### 기록 동영상 공개
지진 재해 직후부터 지진이 일어난 지 1년간에 걸쳐 고베시 공무원이 촬영한 기록 동영상을 지진 20주년에 맞춰 공개하도록 계획하고 있다. 그동안은 시민의 감정이나 피해 주민에 대한 배려 등으로 공개되지 않았으나, 20년만에 후대에 보여주기 위해 공개하기로 결정하였다. 공개된 총 동영상 시간은 약 48시간이다.

## 같이 보기
- 한신·아와지 대지진을 소재로 한 작품 목록
- 아와지섬 지진
- 간토 대진재
- 동일본 대진재

## 참고 문헌
- “大規模災害とインターネット 阪神大震災にインターネットはどう対応したのか” (PDF). 《インターネットマガジン》 (インプレス) (4): 64–67. 1995. ISSN 1344-6878. 2021년 5월 16일에 원본 문서 (PDF)에서 보존된 문서. 2021년 2월 13일에 확인함.
- 中村四郎 (1996년 3월). 《災害に強い交通基盤整備のあり方に関する調査研究報告書》. 財団法人運輸経済研究センター.
- 「阪神・淡路大震災で観測された地震動の特徴」、東京大学,『生産研究』47巻5号,1995,5
- 『阪神大震災』読売新聞大阪本社編、1995年6月（読売新聞大阪本社夕刊1995年2月20日 - 7月15日）ISBN 4-643-95090-0
- 寒川旭 (2010년 1월). 《秀吉を襲った大地震》. 平凡社. ISBN 978-4-582-85504-3.
- 島村英紀 (2014년 9월). 《油断大敵 生死を分ける地震の基礎知識60》. 花伝社. ISBN 978-4-7634-0712-2.
- 『阪神大震災の教訓』日経アーキテクチャ編、1995年、ISBN 4-8222-0411-1
- 曽根悟 (2011년 6월 19일).  朝日新聞出版分冊百科編集部（編集）, 편집. 《週刊 歴史でめぐる鉄道全路線 公営鉄道・私鉄》. 週刊朝日百科. 14号 神戸電鉄・能勢電鉄・北条鉄道・北近畿タンゴ鉄道. 朝日新聞出版.
- NHK 특별취재팀 (2018년 11월 15일). 《진도7, 무엇이 생사를 갈랐나?》. 번역 김범수. 서울: 황소자리. ISBN 979-11-85093-78-9.